# Histoire de l'Église catholique

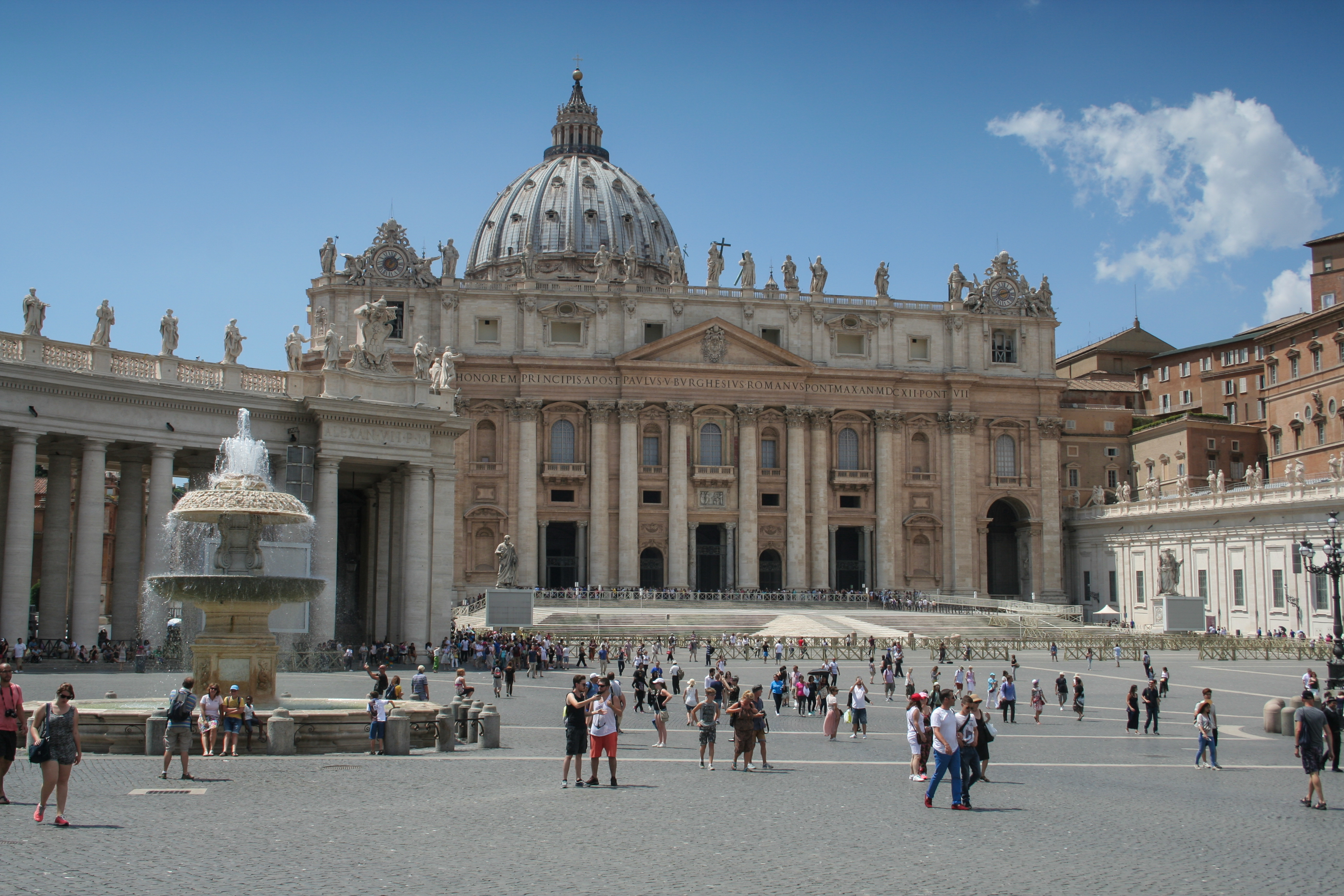
Basilique Saint-Pierre, Vatican

Pour un article général et historique, voir Histoire du christianisme.
 (mai 2021).
L'histoire de l’Église catholique commence, selon sa propre perspective, dès la Révélation christique, et selon la perspective de l'Église orthodoxe, avec la séparation entre elle et les quatre autres patriarcats de la Pentarchie, en 1054. Telle que la conçoivent les catholiques, pour lesquels l'histoire de l'Église primitive est la leur, cette histoire peut être articulée sur quelques périodes charnières où se modifie la manière dont l'Église entend accomplir sa mission : la conversion de Constantin, la réforme grégorienne, le conflit entre Boniface VIII et Philippe le Bel, le concile de Trente, le pontificat de Léon XIII et le concile Vatican II.

## Les communautés embryonnaires du premier siècle
On ne connaît l'histoire des chrétiens du premier siècle que par les Actes des Apôtres et certaines épîtres de Paul, textes produits par les premières communautés chrétiennes. Un historien comme Étienne Trocmé relève les insuffisances de cette documentation « qui ne couvre qu'un champ limité et n'est utilisable qu'après une sérieuse critique de son contenu souvent déformé par les partis pris et par les exigences de l'apologétique ». L'historien fera donc de ces textes une analyse critique documentaire alors que le croyant adhère d'abord au message transmis par ces textes du Nouveau Testament.
De la même façon, l'historien qui mène son investigation parmi les premiers chrétiens refusera de qualifier d'« Église » des communautés dont l'existence lui semble plausible, alors que le fidèle d'une Église chrétienne verra précisément dans ces communautés l'embryon de l'Église que le Christ annonçait à Pierre.

### L'essaimage du christianisme primitif dans le monde romain

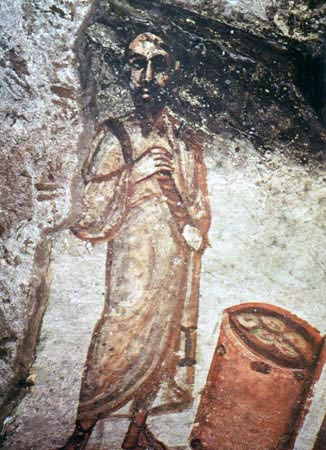
Paul (Catacombes chrétiennes, IVe siècle)

Dans l’Ancien Testament, le mot hébreu qahal auquel correspond « église » désigne le peuple de Dieu rassemblé dans le désert après l’Exode. Dans le Nouveau Testament, « église » désigne le nouvel Israël. L'Église, est déjà représentée au jour de la Pentecôte, aux alentours de l’an 30, par un petit groupe d’hommes et de femmes qui disent avoir connu Jésus et disent avoir été les témoins de sa passion et de sa résurrection. Dans ce groupe, les douze apôtres sous la conduite de Pierre jouent un rôle particulier pour s'acquitter de la triple mission dont ils ont été investis par le Christ : témoigner de la résurrection, agréger, baptiser ceux qui croient à leur parole et servir la communauté. Les premiers « chrétiens » sont des Juifs qui ont reconnu en Jésus le Messie annoncé par les prophètes. Dans la Palestine du premier siècle, les chrétiens se heurtent à l’hostilité des grands prêtres, jaloux de leur autorité et des sadducéens résolument conservateurs.
Rapidement deux tendances apparaissent dans la communauté chrétienne. D'une part le « parti des hébreux » groupé autour de Jacques, un frère du Christ, reste attaché aux observances juives. D'autre part, un « parti des hellénistes » également composé de juifs, mais qui parlent le grec fait preuve de plus de détachement vis-à-vis de la communauté juive. Le parti des hébreux est influent à Jérusalem. Le parti des hellénistes recrute aussi bien en Palestine que dans la Diaspora. Ses grandes figures sont Étienne et Barnabé. Les hellénistes sont expulsés de Jérusalem vers l'an 37, après le martyre d'Étienne et, dès lors, le christianisme se répand en dehors de la Judée et de la Galilée, et tout d'abord à Antioche.
Ce n'est qu'au bout de vingt ans que l'Église s'échappe du milieu juif et cette nouvelle orientation tient beaucoup à l'influence de Paul de Tarse, un juif de la Diaspora, de culture grecque, dans la mouvance des pharisiens. Paul qui avait participé aux persécutions des premiers chrétiens s'était fait baptiser après une apparition du Christ sur le chemin de Damas.
Les Actes des apôtres décrivent en effet trois persécutions successives : la première a surtout touché les hellénistes. La troisième, qui est sûrement de l’année 43 ou 44, entraîne le martyre de Jacques, le frère de l’évangéliste Jean, et l’arrestation de Pierre.
En 49, des débats parfois violents opposent Paul et Barnabé d'une part et des « personnages venus de Judée » à propos des rapports avec les païens. Ces débats portent sur l'obligation faite aux païens convertis de se faire circoncire, et atteste ainsi l’existence de deux communautés, l’une « judéo-chrétienne », l’autre « pagano-chrétienne ». Les pagano-chrétiens sont également appelés « gentils ». En 49, un « concile », rassemblé à Jérusalem tranche en faveur de Paul : « L'Esprit Saint et nous-mêmes avons décidé de ne pas vous imposer d'autres charges que celles-ci qui sont indispensables : vous abstenir des viandes immolées aux idoles, du sang, des chairs étouffées et des unions illégitimes. Vous ferez bien de vous en garder ». À ce concile, Pierre chef des apôtres apparaît aussi comme le chef de la jeune église, aux côtés de Jacques doté lui aussi d'un statut spécial, celui de « chef des anciens ».
Paul effectue de nombreux voyages missionnaires à travers le bassin méditerranéen. Ils convertissent aussi bien des juifs que des païens. En 45, le premier voyage, en compagnie de Barnabé, conduit Paul en Pamphylie et en Lycaonie. En 50, au cours d'un deuxième voyage avec Luc, il fonde des communautés à Philippes, Athènes et Corinthe. Au cours de son troisième voyage débuté en 53, il s'arrête trois ans à Éphèse.
En 64, la persécution de Néron aboutit à la mise à mort de Pierre et à l'emprisonnement de Paul qui meurt martyr en 67. En 69-70 se déroule en Palestine une guerre d'indépendance menée par le parti des Zélotes qui se termine par la chute de Jérusalem. On peut imaginer comme le fait Jean Daniélou, que dans les communautés de la diaspora, l’attitude de Paul, visant à désolidariser les chrétiens des juifs, devait apparaître comme une trahison.

### Les premières communautés chrétiennes
Si les Actes des apôtres rendent compte d'un développement de l'Église d'où les polémiques et les règlements de compte ne sont pas absents, ils véhiculent aussi l'image de communautés chrétiennes où se pratiquent largement le partage et l'entraide :
« […] Tous les fidèles vivaient unis, et ils mettaient tout en commun. Ils vendaient leurs terres et leurs biens et ils en partageaient le prix entre tous d'après les besoins de chacun. D'un seul cœur, ils fréquentaient quotidiennement le temple. C'est à la maison qu'ils rompaient le pain et prenaient leur nourriture avec joie et simplicité de cœur[…] »
« […] Personne n'appelait sien ce qu'il possédait : ils mettaient tout en commun… il n'y avait pas d'indigents parmi eux ; ceux qui possédaient de terres ou des maisons les vendaient et venaient en déposer le prix aux pieds des apôtres ; puis on le distribuait selon les besoins de chacun […] »
Le rite d’initiation est le baptême, qui confère le don de l’Esprit et qui tire son origine du baptême de pénitence de Jean-Baptiste. Le baptême est donné au nom du Père, du Fils et du Saint-Esprit (dans la pratique dans les actes des apôtres le baptême était donné au nom de Jésus) et comporte une profession de foi. À l’aube du dimanche, après la veillée du samedi soir, les chrétiens se réunissent pour célébrer l’eucharistie.
La prédication chrétienne s'articule autour de trois éléments principaux. D'abord, le témoignage rendu par les Apôtres des événements dont ils avaient été les témoins oculaires, ou dont ils étaient les dépositaires par la révélation : la passion, la résurrection et l’ascension de Jésus. Ensuite, le témoignage du milieu familial de Jésus en ce qui concerne la conception virginale et la Nativité. Enfin, la mémoire qu'avaient des disciples de l'enseignement du Christ. En outre, des collections de textes de l’Ancien Testament, destinés à montrer dans le Christ la réalisation des prophéties, sont rassemblées. Après une période de tradition orale, des textes sont écrits, qui constituent le Nouveau Testament. Les « Évangiles » contiennent des éléments de la vie et de l'enseignement de Jésus. Le plus ancien est celui de Marc, qui date des années 60, représente la catéchèse de Pierre à Rome alors que l'Évangile de Matthieu s’adresse particulièrement aux Juifs et celui de Luc aux Grecs. Le dernier Évangile, celui qu'on attribue à Jean est plus tardif et représente une tradition originale très primitive.
Pour les catholiques, c'est le Christ qui a initié la structuration hiérarchique de l'Église en choisissant les Apôtres et en donnant à Pierre une place privilégiée. Cependant, l'apôtre Paul déclare que le privilège donné à Pierre se réduisait à la communauté juive (il était alors « l'apôtre des circoncis ») tandis que Paul était « apôtre des incirconcis ». La reconnaissance de certains personnages qui n'étaient pas des disciples du Christ, comme Barnabé, Tite ou Timothée marque l'apparition de l'épiscopat avec une continuation authentique dans l'apostolat, l'enseignement, la sanctification et le gouvernement. Si les douze apôtres ont le privilège d'avoir été la seule source de révélation, Paul est reconnu comme l'égal des douze à la suite d'une initiative divine.

### Le christianisme ancien des historiens

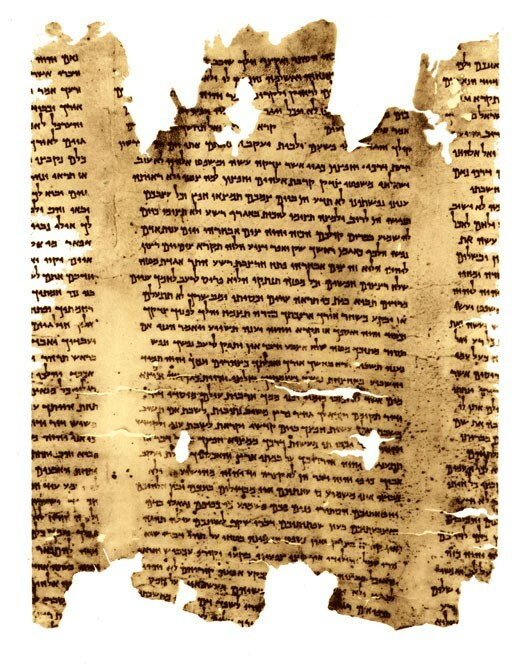
Manuscrits de la Mer Morte

L'historien ne trouve que deux textes de sources païennes pour recouper les textes du Nouveau Testament. Vers l'an 120, l'historien Tacite parle des chrétiens persécutés par Néron après le Grand incendie de Rome comme des adeptes d'une exécrable persécution. Pline le Jeune écrit à son empereur Trajan pour lui demander des consignes sur l'attitude à adopter vis-à-vis des chrétiens qui refusent d'invoquer les dieux, et d'offrir de l'encens et du vin à l'image de l'empereur.
L'historien puise dans le Nouveau Testament des informations exceptionnelles sur le développement du christianisme, en particulier sur la personnalité et l'action de Paul, mais il lui incombe d'établir des limites entre les informations historiques et les rajouts à visée apologétique qu'un ou plusieurs auteurs auraient accumulés dans ce qui deviendrait finalement le texte canonique d'une religion déjà structurée. Les luttes internes entre parti des hébreux et parti des hellénistes sont familières aux connaisseurs de l'histoire du judaïsme de la même époque. Dès le IIIe siècle av. J.-C., fleurit toute une littérature juive de langue grecque écrite dans un but apologétique ou pour gagner des prosélytes. Depuis la découverte des manuscrits de la Mer Morte, on s'intéresse aux éventuelles influences esséniennes sur les premiers groupes de chrétiens. Il est donc aussi légitime pour l'historien de considérer le même objet d'étude, à savoir les milieux concernés par le Nouveau Testament comme une partie de l'histoire du judaïsme de l'époque que comme la naissance de l'église catholique.
Une autre question pertinente pour l'historien est celle de la diffusion du message du christianisme, orale dans un premier temps (comme le livre des Actes en témoigne), écrite par la suite. S'il est probable que, dès la fin du premier siècle, il existait un certain nombre de paroles de Jésus qui circulaient ou des passages des Évangiles et des Épîtres de Paul, l'évidence de l'existence d'une religion constituée pour laquelle des textes sont admis comme textes canoniques ne s'impose que lorsqu'on a la preuve que ces textes sont diffusés dans le milieu considéré et cette évidence n'existe pas avant le milieu du IIe siècle, lorsque Marcion de Sinope plus tard considéré comme hérétique et excommunié, liste les écrits qu'il considère canoniques, en se basant probablement sur un groupement préexistant des lettres de Paul.
Finalement, plus de cent ans après la naissance présumée de Jésus, dans les premières années du siècle d'Hadrien (117-138), un historien comme Étienne Trocmé perçoit dans le christianisme une secte marquée par son zèle ardent et sa médiocrité intellectuelle, sans doute sur la voie de l'indépendance par rapport au judaïsme, mais dont les effectifs sont encore restreints et qui n'est pas encore une puissance qui compte dans l'État romain ou parthe.

## Le développement de l'Église jusqu'au concile de Nicée (100-325)

### La progression géographique du christianisme
Du début du second quart du IIe siècle au milieu du IIIe siècle, ce qui n'était qu'une secte ou un ensemble de sectes relevant du judaïsme se mue en ce que l'on commence à appeler une Église, c'est-à-dire une institution pesant d'un certain poids dans la vie sociale, politique et culturelle du temps. Encore peu implanté vers 125 à l'ouest du bassin méditerranéen, à part quelques îlots comme Rome, le christianisme continue sa pénétration dans le demi-siècle qui suit. L'Égypte est à nouveau touchée, surtout à Alexandrie qui est la grande métropole régionale. L'Afrique est abordée, à partir de Carthage. La progression est également importante dans quelques villes d'Italie, d'Espagne et de Narbonnaise.
Vers 300, le centre de gravité du christianisme reste déporté vers les églises d'orient, c'est-à-dire celles qui se sont établies en Égypte, en Syrie et surtout en Asie mineure. À cette époque, en Occident, les chrétiens ne forment encore que de très faibles minorités. En Perse, à partir des anciennes chrétientés de Mésopotamie, le christianisme se propage dans tout l'empire sassanide. Cette histoire du christianisme perse est mal connue tout comme celles de l'évangélisation de l'Éthiopie, de l'Arabie et de l'Inde.
Les paysans chrétiens restent peu nombreux, sauf dans quelques régions où la population chrétienne était spécialement dense, comme en Anatolie ou en Afrique. La diffusion du christianisme dans l'empire romain est un phénomène essentiellement urbain où dans un premier temps, les esclaves, les artisans forment la grande masse, mais progressivement, la bourgeoisie des villes et même la haute administration et la cour impériale commencent à se tourner vers la foi chrétienne.

### Pères de l'Église, orthodoxie et hérésies
Il n'existe pas de date précise où le christianisme se serait séparé du judaïsme. Cependant la fin du premier siècle, après la destruction du Temple de Jérusalem, en 70, a été une période où le christianisme s'est éloigné du judaïsme. La disparition de la charge de grand-prêtre et du sanhédrin laisse la place à une école de scribes et un tribunal situés à Jabné. Ces institutions, dominées par les pharisiens, joueront un rôle important dans la représentation des juifs dans l'Empire romain. Le collège des pharisiens de Jabné entreprend de restructurer le judaïsme comme communauté et comme religion. Des mesures assez drastiques sont prises contre les dissidents, les sectaires et les chrétiens. En retour, les différents courants au sein du christianisme connaissent une évolution qui tend vers l'unification, d'abord doctrinale, ensuite culturelle et institutionnelle.
La notion de catholicité apparaît. Il semble que la première utilisation du terme dans le christianisme remonte à Ignace d'Antioche :

« Là où paraît l'évêque, que là soit la communauté, de même que là où est le Christ Jésus, là est l'église catholique. »

En se structurant à l'extérieur du judaïsme, les chrétiens sont amenés également à se différencier entre eux : d'une part, la « grande Église », affiche l'image des douze apôtres et de Paul et se réclame de leur tradition. De l'autre, des communautés de plus en plus marginalisées, échappant à l'orthodoxie naissante, comme le judéo-christianisme ou les gnostiques. La Grande Église reconnaît l'Ancien Testament comme un ensemble d'écrits inspirés et délimite un certain nombre d'écrits « canoniques » qui constituent le Nouveau Testament. L'appellation de « Gnostiques » (du Grec gnōsis (γνώσις), connaissance) s'applique à des adeptes de différents mouvements, pas uniquement chrétiens, qui véhiculent un système de croyances selon lesquelles les hommes sont des esprits d'essence divine piégés dans un monde matériel créé par un esprit imparfait, le démiurge, fréquemment identifié au Dieu de l'Ancien Testament. Dans cette mouvance, Marcion de Sinope, qui a, le premier, rassemblé des écrits canoniques, (l'évangile de Luc et dix épîtres de Paul) et qui fréquente les milieux chrétiens de Rome, est excommunié par l'évêque de Rome Pie Ier en 144.
Les premiers écrits philosophiques chrétiens sont indépendants de ces rivalités internes au judaïsme ou au christianisme. Ces apologies du christianisme, rédigées par des chrétiens de culture grecque, s'adressent aux milieux païens cultivés, sans grand succès semble-t-il. Les divergences au sein du christianisme stimulent la production d'écrits théologiques du même niveau intellectuel que celui, élevé, de certains docteurs gnostiques pétris de culture juive ou helléniste. On appelle Pères de l'Église ces auteurs qui ont marqué la tradition de l'Église. La plupart de ces premiers théologiens sont des Orientaux comme Irénée, devenu évêque de Lyon en 177, et qui, en s'attaquant aux hérésies, définit par là même ce qui devient l'orthodoxie.

### Les communautés chrétiennes
C'est à la fin du Ier siècle qu'apparaît l'« épiscopat monarchique » tel qu'il perdurera dans les Églises catholiques et orthodoxes. Certaines communautés, particulièrement en Asie mineure, se structurent autour d'une hiérarchie à trois niveaux : l'évêque, gardien de la doctrine et responsable de la discipline ecclésiastique, les presbytres qui assurent le culte et les diacres qui ont la charge des affaires financières et de l'action caritative. Chaque communauté prend bientôt elle-même le nom d’Église et garde des contacts plus ou moins étroits avec les Églises voisines ; les évêques d’une même région s’écrivent, se consultent et, à l’occasion, se réunissent en synodes provinciaux. L’augmentation du nombre des croyants conduit à renoncer aux célébrations domestiques de l’eucharistie et à rechercher des lieux de rassemblement plus vastes, mais qui doivent rester discrets. Parfois, si la persécution est moins menaçante, des basiliques sont spécialement construites dans ce but.
Les chrétiens sont invités à ne pas se distinguer du reste de la population, mais des règles de vie morale régissent les relations dans les communautés. Le problème des relations entre les sexes est une caractéristique importante dans la vie des croyants. La virginité est donnée en exemple alors que l'adultère est considéré comme un péché extrêmement grave, et le remariage des veufs et des veuves est fortement déconseillé. Toute participation à des cultes païens est interdite, y compris pour des actes civiques obligatoires comme le culte de l'empereur. Les jeux de hasard comme les dés sont également interdits aux chrétiens, tout comme les représentations théâtrales et les jeux du cirque.

### Légalistes et martyrs
Les responsables des Églises enseignent la soumission à toute autorité. Les chrétiens ont un statut encore plus précaire que celui des juifs, reconnus comme monothéistes, et dispensés à ce titre du culte officiel des empereurs. Les chrétiens sont moins bien identifiés et leur attitude suscite une grande méfiance, qui parfois tourne à l’hostilité, voire à la violence. Le niveau des persécutions dont les chrétiens sont victimes varie selon le lieu et l'époque. Les empereurs Dèce, entre 249 et 251, Valérien, entre 257 et 258, et Dioclétien, entre 284 et 305, sont les seuls à avoir poursuivi systématiquement une politique de répression mais sur l'ensemble des trois premiers siècles, le climat de persécution reste une composante suffisamment forte de l'environnement pour maintenir la perspective du martyre à l’horizon de la vie chrétienne, et susciter un culte des martyrs.
Dès le IIe siècle, Tertullien, père de l'Église particulièrement rigoriste, avait écrit « Le sang des martyrs est une semence de chrétiens ». En 249, l'empereur Dèce prescrit à tous les habitants de participer à une prière pour le salut de l'Empire au moyen d'un sacrifice aux dieux. Les édits de Dioclétien, en 303 et 304 sont comparables : il est prescrit à tous de faire des libations et de sacrifier aux idoles. À côté des martyrs qui ont laissé leur vie dans ces persécutions, les chrétiens honorent aussi les confesseurs qui ont été emprisonnés et n'ont pas renié leur foi. Beaucoup parviennent à obtenir un certificat sans participer au culte païen. Nombreux aussi sont ceux qui se soumettent à cette participation, ce sont les « lapsi ». Ils sont alors exclus des communautés, ce qui pose vite le problème de leur mode de réintégration. À Carthage, en 251, un synode d'évêques africains décide qu'on peut les réintégrer, mais après pénitence. À Rome, l'évêque Corneille, récemment élu, se rallie à cette position, mais son concurrent l'antipape Novatien la récuse et provoque l'un des nombreux schismes qui parsèment l'histoire de l'Église.

## L'Église de Constantin à Charlemagne (325-800)

### Constantin et le basculement de l'Empire romain dans le christianisme
La conversion de l’empereur Constantin à la fin de l'année 312 — c'est-à-dire, pour le chef politique qu'il est, une attitude de soutien direct au christianisme — est un événement d’une importance considérable avec d'immenses conséquences. Avant 312, on peut estimer les chrétiens entre cinq et dix pour cent de la population de l'Empire romain ; quatre-vingts ans plus tard, le christianisme est devenue la religion très largement majoritaire. Initialement, rien n'est théoriquement changé à la religion officielle de l’État, dont l’empereur demeure le pontife suprême, si ce n'est que les chrétiens cessent d’être systématiquement suspects et que les possessions des communautés sont garanties par la loi.
Au XIXe siècle, une certaine forme de proximité entre l'Église et le pouvoir a été appelée césaropapisme. Si le mot est né à cette époque, il tire ses origines de la conception romaine du pouvoir impérial (où, depuis Auguste, l’empereur réunit dans sa personne les destinées politiques de l’empire et le pouvoir religieux) et se retrouve de façon particulièrement marquée à l'époque du développement du christianisme impulsé par l’empereur Constantin au début du IVe siècle.
Il s'agissait alors de la prétention de l'empereur à être à la tête de l'Église, à laquelle l'Église d'Orient répond, de façon générale, plus favorablement que l'Église d'Occident. Pour Jacques Le Goff, l'apprentissage fait par le christianisme au sein de l'Empire romain de 325 à 476 a été décisif pour le reste de son histoire. Pendant cette période, l'histoire de l'élaboration de l'orthodoxie vis-à-vis de ce qui est considéré comme hérétique se mêle toujours à l'histoire des relations entre l'empereur et l'Église.
Ainsi, c'est Constantin, pas encore baptisé, qui convoque en 321 le concile de Nicée, inauguré en 325 et qui aboutit à la proclamation de ce qu'on appellera le symbole de Nicée. Le Concile confesse que Jésus Christ est le Fils de Dieu, sa divinité étant « égale » et « consubstantielle » à celle du Père, et condamne par là-même l'arianisme. Quelques décennies plus tard, un conflit se déclare entre les évêques d'occident, en majorité orthodoxes, et l'empereur Constance, arien, qui convoque en 355 le synode de Milan pour imposer la condamnation de l'évêque d'Alexandrie, Athanase d'Alexandrie, grand adversaire d'Arius. À la fin du IVe siècle, l'évêque de Milan Ambroise pose les bases de la théorie médiévale de la séparation des deux pouvoirs. Au début du Ve siècle, dans La Cité de Dieu, Augustin d'Hippone reprend cette théorie et fixe au pouvoir temporel la tâche d’aider l’Église à établir ici-bas la « cité de Dieu ».

### Structure de l'Église
L'Église des IVe et Ve siècles n'a d'autre centralisation que celle que lui donne l'empereur. Au niveau local, les évêques continuent de jouer un rôle de première importance. En chaque province, l’évêque de la cité principale a prééminence sur ses collègues et quelques Églises d’Orient, plus anciennes et plus importantes, comme celles d'Alexandrie, d'Antioche, de Jérusalem et de Constantinople se constituent en patriarcats et étendent leur autorité à plusieurs provinces. En occident, seule l'Église de Rome tient un rôle semblable.
Ce n'est qu'au cours des siècles suivants, jusqu'au VIIe siècle que la primauté de l'évêque de Rome s'imposera véritablement en Occident. Jusqu'au VIIe siècle également, le terme de papa s'applique à tous les évêques mais la conscience de l’autorité papale se révèle et s’affirme à Rome à partir de Damase à la fin du IVe siècle. Si les évêques de Rome avaient déjà revendiqué la succession de Pierre étayée par le texte de l'évangile « Moi, je te dis : Tu es Pierre, et sur cette pierre je bâtirai mon Église », durant les trois premiers siècles, on ne les voit pas revendiquer une juridiction sur les autres Églises. Yves Congar observe que la papauté que l'on voit se dégager occupera une place privilégiée dans la vision que les catholiques romains ont de l’Église, dans leurs sentiments spirituels et religieux profonds. Elle appartiendra pour eux, à l’ordre voulu par le Christ et à son institution.
Parallèlement à la division du pouvoir impérial entre Orient et Occident, les églises d'Orient et d'Occident précisent leurs différences. L'Orient se caractérise par la multitude de ses monastères, les controverses dogmatiques, et l'Occident, par l'usage du latin, la pratique du célibat des prêtres et, avec Augustin d'Hippone, des orientations plus « psychologiques » en matière de réflexion religieuse.
Deux tendances opposées caractérisent également l'Église du IVe et du Ve siècle : d'un côté l'accroissement de sa richesse temporelle, de l'autre le développement du monachisme. Avec la sortie de la clandestinité, les richesses de l'Église deviennent reconnues et protégées et elles ne tardent pas à s'accroître par le jeu des legs comme l'attestent ses propriétés à la fin du Ve siècle en Italie, mais aussi dans tout le bassin méditerranéen. L'évêque ajoute à ses fonctions celui d'administrateur de biens. Le mouvement inverse qui consiste à fuir non seulement les richesses, mais aussi le monde, prend sa source en Orient avec les ermites et les anachorètes. En Occident, c'est-à-dire, en Italie, en Espagne, et en Gaule, des fondations se développent également comme celles de Ligugé ou de Lérins.
Au cours du IVe siècle se dégagent les trois grands principes de l'organisation de l'Église : séparation des clercs et des laïcs, exclusion des femmes du clergé et prééminence des évêques. La fin de la clandestinité permet un développement rapide des pratiques cultuelles visibles : la richesse ornementale gagne les églises, la musique chrétienne s'enrichit, c'est la grande époque des psaumes et des hymnes a cappella. Les pèlerinages amènent des foules de plus en plus nombreuses vers Jérusalem et les lieux saints de l'Orient, mais aussi, à partir du Ve siècle en Occident, à Rome, pour honorer saint Pierre ou à Tours pour honorer Saint-Martin. Le culte des martyrs connaît une vogue extraordinaire. Si le christianisme ne touche pas aux grands principes de la vie économique romaine (respect de la propriété privée, esclavage, service militaire), il impose progressivement dans le monde romain de nouveaux comportements. L'accent est mis sur le jeûne et la chasteté. Les pratiques de pénitence et de charité entraînent de nouvelles relations sociales.

### Conciles, Arianisme, donatisme…
À partir du moment où le christianisme devient la religion officielle de l'Empire, la question de clarifier les frontières entre l'orthodoxie et l'hérésie ne se pose pas seulement au sein du christianisme. L'unité de l'Empire dépend de l'unité chrétienne et de sa profession de foi. On assure celle-ci par des conciles d'Empire ou conciles « œcuméniques ». Plus tard, le basileus byzantin interviendra encore dans ce domaine.
Le premier concile œcuménique réuni à Nicée à l'initiative de Constantin doit résoudre la crise de l'arianisme qui met en cause la divinité de Jésus. Le concile adopte un symbole de foi qui sera confirmé au concile de Constantinople, en 381. Ces querelles christologiques passionnent surtout l'Orient. Sur les 250 à 300 évêques présents au concile de Nicée, seuls quatre ou cinq viennent d'Occident. L'évêque de Rome Sylvestre avait envoyé deux prêtres pour le représenter.
En dépit des conclusions de ces conciles, le christianisme vivra tout au long des IVe et Ve siècles sous ses deux versions, orthodoxe et arienne. L'arianisme est bien implanté dans la maison impériale : l'empereur Constance II, fils de Constantin lui est favorable. Au Ve siècle, l'arianisme décline dans l'Empire mais devient une caractéristique des Goths qui l'envahissent et dont les souverains ont été convertis à la variante arienne du christianisme par Wulfila.
Après le concile de Constantinople, les querelles se concentrent sur le mystère du Christ Dieu et homme. Le nestorianisme, qui proclame qu'il existe deux personnes en Jésus-Christ, l'une humaine et l'autre divine niant par conséquent l'unicité de la personne du Christ, et le monophysisme, qui soutient que le Christ n'a qu'une nature, divine, sont condamnés au Concile d'Éphèse, en 431 et au Concile de Chalcédoine en 451. Dans l’un et l’autre cas, l’intervention préalable de l’évêque de Rome joue un rôle décisif. « Pierre a parlé par la bouche de Léon », déclarent les pères de Chalcédoine. La foi est précisée de façon relativement durable, mais en contrepartie des Églises chrétiennes dissidentes se séparent, de façon durable, également, de l'Église orthodoxe : une Église nestorienne en Perse, plusieurs Églises monophysites, dite copte en Égypte, jacobite en Syrie, arménienne en Asie Mineure.
En Occident, c'est un concile régional, celui de Carthage qui condamne le donatisme qui sous-tendait l'idée que la validité du baptême dépendait de la personne qui l'administrait. C'est l'occasion pour Augustin d'Hippone de défendre l'unicité de l'Église et de parfaire le socle doctrinal sur lequel se développera le christianisme médiéval. Augustin s'engage également contre le pélagianisme, affirmant l’absolue gratuité du salut et la toute-puissance de la grâce sur le vouloir humain vicié par le péché originel.

### L'Église et les Barbares
Au cours des trois premiers siècles, le christianisme s'était surtout répandu dans les classes moyennes et inférieures urbaines de l'Empire romain. Le siècle de Constantin a été celui du basculement de l'ensemble des villes de l'Empire romain dans le christianisme. L'évangélisation c'est-à-dire, la conversion des masses paysannes de l'Occident au christianisme, et plus précisément à ce qui s'affirme de plus en plus comme le catholicisme débute au IVe siècle à l'initiative d'évêques comme Martin de Tours, mais se réalisera pleinement au cours des siècles suivants, mais cette histoire ne se déroule plus, en Occident, dans le cadre de l'Empire romain mais dans celui des différents royaumes barbares qui en ont pris la succession.
Le Nouveau Testament véhicule un message missionnaire : « Allez, de toutes les nations faites des disciples ». À l'époque constantinienne, cet impératif évangélique de la prédication aux nations s'est quelque peu essoufflé. Au Ve siècle, avec le pape de Rome Célestin Ier, on assiste à réveil missionnaire de l'Église : en 431, il envoie l'évêque Palladius évangéliser l'Irlande. Plus tard, au VIe siècle, ce sera le tour d'un autre pape de Rome, Grégoire le Grand, de s'impliquer dans le processus de mission, parfois en collaboration de l'épiscopat byzantin, bien au-delà des frontières de l'ancien Empire romain, notamment dans les îles britanniques.
L'Évangélisation des Goths avait commencé dès le IVe siècle sous l'impulsion de l'évêque arien Wulfila, alors que les Goths étaient encore aux marches de l'Empire. Avec les invasions barbares, la partie occidentale de l'ancien Empire romain se trouve sous la domination de souverains ariens, ce qui pose un nouveau problème à l'Église dont la stratégie consiste alors à obtenir des conversions collectives en gagnant d'abord les chefs, souvent par l'intermédiaire de princesses déjà chrétiennes. Clovis est le premier roi germanique à embrasser le catholicisme vers l'an 496. Auparavant, Clovis était païen. C'est a posteriori un événement important si l'on sait l'appui que les Francs catholiques accorderont à la papauté au VIIIe siècle. À la fin du VIe siècle, la conversion de Récarède Ier, roi Wisigoth arien installé en Espagne est un autre événement important.
Lors de la dislocation de l'Empire romain, avec la défaillance du pouvoir impérial, l’Église avait dû compter sur elle-même pour maintenir son unité. Défenseurs des cités, comme Léon le Grand à Rome, ils maintiennent leur cohésion, mais servent de point d'appui pour les envahisseurs ariens ou païens qui se laissent convertir par les hommes d’Église. L'initiation à la foi chrétienne va de pair avec l'initiation à la langue et à la civilisation. En retour, Jacques Le Goff note que la « barbarisation » que représente pour les Églises l'intégration dans des cadres nationaux se double d'une barbarisation du contenu même de la religion et de la pratique. Grégoire de Tours, lorsqu'il dépeint le monde de cruauté et de brutalité du VIe siècle, fait aussi la place à de méchants évêques et de méchants prêtres. « Justice divine et justice terrestre tendent à se confondre en une même barbarie ». Pour se justifier, on recourt de plus en plus au duel ou à l'ordalie.

### Pape, moines et évêques
Les catholiques appellent « papes » tous les évêques de Rome depuis saint Pierre. Jusqu'au VIIIe siècle, l'ensemble de l'Église ne lui reconnaît pas encore la première place. Le pape de Rome exerce un pouvoir métropolitain au-delà des régions suburbicaires, sur toute l'Italie. Pour l'Occident, la papauté de Rome est un centre de communion et une cour d'appel. Pour l'Orient, c'est-à-dire, en gros, pour les régions contrôlées par l'Empire byzantin, elle est un recours en cas de conflit. Ainsi, lors du IIe concile de Nicée réuni par l'impératrice Irène, le pape de Rome Adrien Ier joue un rôle important pour faire condamner l'Iconoclasme. Mais depuis Justinien, au VIe siècle, Rome est sous le contrôle de Byzance, et l'élection de son évêque est soumise à l'approbation du « basileus », l'empereur byzantin. Au milieu du VIIIe siècle, les papes menacés par les Lombards et peu confiants dans l'appui de l'empereur se tournent vers les Francs et recherchent l'alliance de Pépin le Bref qui avant d'avoir vaincu les Lombards se fait sacrer roi (754) par le pape Étienne II à qui il donne le duché de Rome et l'exarchat de Ravenne (758) C'est la naissance des États pontificaux.
C’est aux évêques, que le jugement de Dieu demandera compte de la conduite des rois, enseigne le pape Gélase, à la fin du Ve siècle. De fait, les évêques sont des personnages puissants dans la proximité du pouvoir. Leur indépendance est en partie garantie par les propriétés ecclésiastiques qui connaissent une extension considérable, mais cette richesse est aussi source de convoitise et d'ingérence du pouvoir. Pour reprendre les termes de Jean Daniélou, l’Église ne considère la cité des hommes que dans son ordination à la cité de Dieu.
La tradition spirituelle chrétienne se forme et se transmet dans les multiples monastères que l'on voit fleurir à partir du IVe siècle, selon Anne-Marie Helvétius—donc bien avant que Benoît de Nursie rédige la Règle de saint Benoît imposée aux moines lors du cinquième concile d'Aix-la-Chapelle, en 817. La vitalité intellectuelle exprimée dans les monastères se traduit aussi par l'impact que certains religieux eurent sur leur époque : Cassiodore en Italie, Isidore de Séville en Espagne, Gertrude de Nivelles, ou encore Bède le Vénérable, en Angleterre, sont issus du monde monastique.
À partir du Ve siècle et de la fécondité missionnaire manifestée en Grande-Bretagne à partir des efforts de Patrick il apparaît en Irlande une forme de réplique du monachisme oriental primitif caractérisée par une résistance acharnée au modèle romain en matière de liturgie, mais aussi dans le domaine institutionnel, avec la préférence d'une Église monastique à une église épiscopale. L'ascétisme tient de la virtuosité, avec des jeûnes réitérés, trois carêmes par an, des mortifications rigoureuses et des séances de prière interminables
La civilisation chrétienne se forge au rythme de nombreux conciles régionaux qui déterminent normes et directives selon lesquelles coutumes et droit des barbares, valeurs originales du christianisme celtique, héritage de l’Empire romain se marient pour modeler de nouvelles formes de civilisation chrétienne. Dans l'administration comme dans la liturgie, c'est le latin qui assure l'unité de l’Église d’Occident, pays germaniques compris. La maîtrise du latin devient un critère de discrimination entre les clercs et les laïcs.

## L'hégémonie de l'Église en Europe (800-1300)

### La séparation des Églises d'Orient et d'Occident
Depuis les origines du christianisme, les Églises d'Orient et d'Occident se différenciaient de la même façon que l'Orient et l'Occident de l'Empire romain : l'un de culture grecque, l'autre de culture latine, mais, depuis le Ve siècle, les deux chrétiens. Les cinq Églises vivaient en communion, organisées en Pentarchie (cinq patriarches), les orientaux reconnaissant en l'évêque de Rome le patriarche d'Occident, et celui-ci partageant avec eux la même théologie et le même droit canon, au fil des conciles. La souveraineté que l'empereur de Byzance exerçait sur l'Italie entretenait la solidarité de l'évêque de Rome avec les églises orientales. En 800, le couronnement de Charlemagne comme empereur d’Occident porte un coup décisif à l’union avec l’Orient. À partir du milieu du VIIIe siècle où Rome passe sous la protection d'un roi franc, il se produit sur près de cinq siècles une divergence progressive entre l'Orient et l'Occident formalisée par une excommunication mutuelle lors du schisme de 1054 et confirmée par le détournement de la quatrième croisade en 1204 contre les chrétiens d'orient.

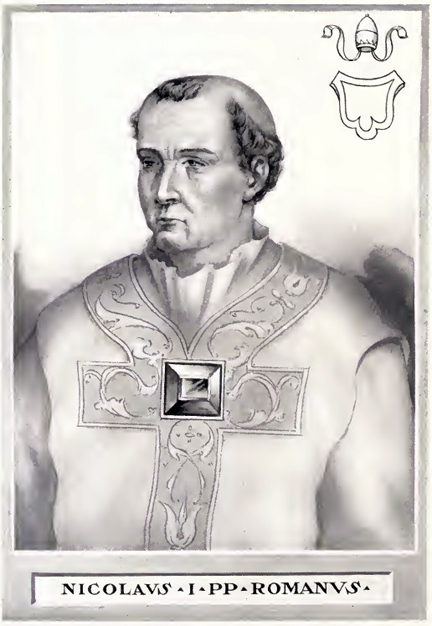
Nicolas Ier, pape de Rome

L'expansion de l'islam qui s'empare de l'Égypte, de la Syrie, de l'Afrique du Nord et de l'Espagne, se heurte aux portes de l'Anatolie à l'empire romain d'orient, qui s'épuise lentement dans cette lutte, et aux pieds des Pyrénées aux Francs, ce qui a peut-être stimulé l'affirmation de la puissance carolingienne et joué dans la fracture entre l'Occident et l'Orient. Toujours est-il que l’Occident passe sous l’autorité réformatrice de Charlemagne, couronné « empereur des Romains » par le pape Léon III, ce qui en fait l’égal de l’empereur de Constantinople. Pour les occidentaux, ce couronnement restaure l’unité d’autrefois entre l'Église et l'empereur. En effet, appuyée sur un solide socle doctrinal, la politique réformatrice de Charlemagne s’étend à l’instruction religieuse du peuple, à la formation et à la discipline du clergé, à l’administration épiscopale, voire aux formulations de la foi. Le nouvel empereur s’estime responsable du progrès et de la défense de l’Église du Christ et confinerait volontiers le pape dans ses fonctions de culte et de prière. Un climat de méfiance s’instaure lorsque les conseillers de Charlemagne prétendent défendre l’orthodoxie contre les conciles tenus en Orient en 754 et 787. Un concile d’Occident réuni à Francfort en 794 en présence des légats du pape condamne ces deux conciles et admet le célibat des prêtres, l’obligation de jeûner le samedi, la permission de manger des laitages la première semaine de carême et la doctrine affirmant que le Saint-Esprit procède aussi du Fils, et pas seulement du Père (Filioque). Même si le pape Adrien Ier reste orthodoxe en refusant de ratifier le concile de Francfort, on voit la querelle repartir en 867, lorsque le pape Nicolas adopte les conclusions du concile de Francfort. Cela alourdit le contentieux entre Rome et les autres patriarcats, contentieux dont le patriarche de Constantinople Photius dresse le catalogue. L’empereur de Constantinople Basile Ier se range du côté de Rome. En 880, la querelle est à peu près éteinte, mais ce qui demeure et s’intensifie, c’est la divergence entre deux mentalités qui, depuis longtemps, se développent chacune dans sa propre sphère, l’une centraliste, unificatrice et conquérante y compris par les armes, l’autre décentralisée, propice aux discussions théologiques (les fameuses « discussions byzantines ») et se voulant convaincante par la rhétorique et le faste.
Les dernières années du Xe siècle voient une remontée de la puissance byzantine, tandis qu’en Occident se mettent en place les conditions de la réforme grégorienne avec l’affirmation vigoureuse de la primauté romaine. De nouvelles maladresses conduiront alors à la rupture irréparable. Consciemment ou non, les Occidentaux à l’initiative de la rupture ont voulu rendre l’église romaine, qu’ils voulaient réformer, indépendante de l’Orient.

### Cluny et le foisonnement d'ordre religieux
Au Xe siècle, les contrecoups de l'effondrement carolingien sont fatals à l'Église romaine. La papauté tombe entre les mains de l'aristocratie, puis à partir de 962, subit la tutelle des empereurs ottoniens. Cependant, à la même époque, l'« exemption » qui est accordée à Odon, deuxième abbé de Cluny prépare le redressement de la papauté du XIe siècle. L'Ordre de Cluny fondé en 910 et qui deviendra vite florissant dépend en effet directement du pape. Le cas de Cluny n'est pas isolé. Dans cette période, de nombreux domaines sont légués à la papauté, comme Vézelay. À la même époque se développe le mouvement spirituel et social de la Paix de Dieu à travers lequel les différents représentants de l'Église s'efforcent d'obtenir une pacification du monde chrétien occidental et de maîtriser l'usage de la violence dans la société.

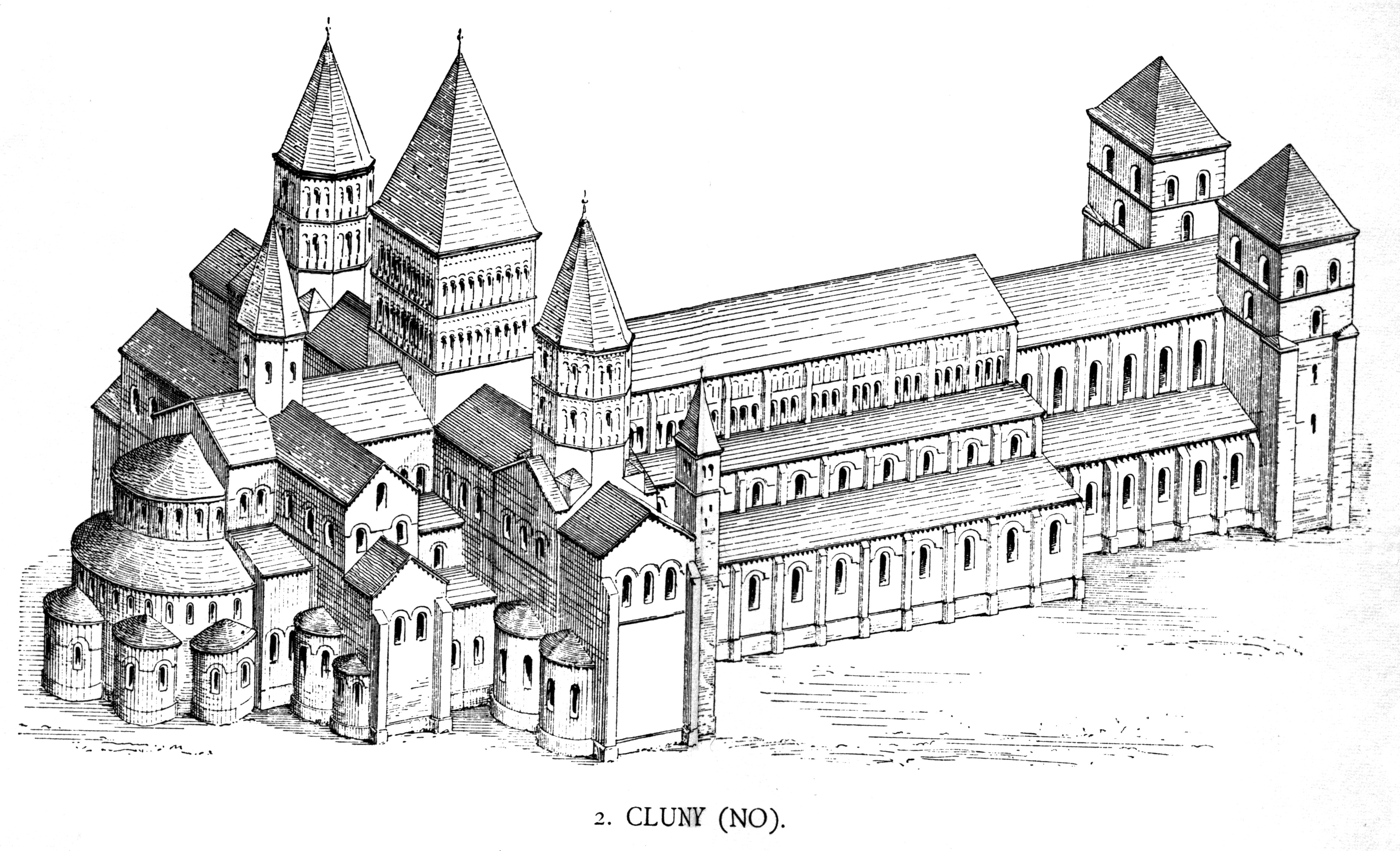
Reconstitution de l'abbatiale Cluny III

À la fin du XIe siècle, l'ordre compte 1 450 établissements et 10 000 moines. La liturgie domine toute la vie du clunisien. Dans le Haut Moyen Âge, on ne comptait dans les abbayes occidentales qu'un ou deux prêtres pour donner les sacrements à leurs frères, et auparavant, les premiers moines, en Orient, étaient des laïcs. Avec la place centrale donnée à la messe le moine clunisien est souvent un « moine-prêtre ». Ne disposant pas d'assez de temps pour travailler leurs immenses domaines, les clunisiens ont recours à des auxiliaires, frères convers, serfs ou salariés. Si l'activité intellectuelle est limitée, la grandeur de Cluny engendre et propage les formes nouvelles de l'art roman.
Plus tard, au XIIe siècle, chaque monastère se trouve à la tête de riches propriétés foncières. Une nouvelle forme d'idéal religieux, la vita apostolica émerge alors, associant les exigences de vie commune, de pauvreté, de pénitence, de spiritualité intense, parfois même, de spiritualité itinérante. On assiste à une floraison d'initiatives religieuses. L'Abbaye de Cîteaux et l'Ordre cistercien reste dans la lignée de Cluny, mais le travail manuel y est remis à l'honneur. Bernard de Clairvaux, l'un des fondateurs de l'ordre met l'accent sur la dévotion à la Vierge Marie. Plus tard, au XIIIe siècle, François d'Assise fonde l'Ordre des frères mineurs autour de l'idéal de la pauvreté évangélique. En liaison avec François, Claire fonde un ordre de femmes cloîtrées, plus tard appelées Clarisses. Un grand nombre de laïcs constituent un tiers-ordre. À la fin du siècle, on compte plus de 1 500 maisons franciscaines. Plus porté sur la prédication et les études, Dominique de Guzman fonde l'Ordre des frères prêcheurs. En se dotant d'une structure d'enseignement, l'ordre atteint une qualité intellectuelle inégalée au XIIIe siècle. Franciscains et Dominicains font partie des Ordres mendiants. À partir du XIIIe siècle, c'est parmi eux que l’Église romaine recrute ses agents les plus dévoués ; ils se montre les meilleurs défenseurs de la juridiction pontificale quand leur propre existence, qui en dépend, se trouve menacée.

### Césaropapisme et affirmation de la papauté
Durant les huit premiers siècles de l'histoire du christianisme, les évêques de Rome ont fait reconnaître leur primauté dans toute l'Église. Après les pontificats prestigieux de Léon le grand et de Grégoire le Grand qui se sont affirmés comme les successeurs de Pierre et par conséquent les chefs spirituels de l'Église universelle, l'autorité des papes a décliné lorsque ceux-ci sont tombés sous l'autorité des empereurs byzantins. En Occident, ils ont pu s'appuyer sur les chefs barbares mais jamais les évêques de Rome n'auraient acquis la force et le prestige qu'ils ont eu sans les princes carolingiens Pépin le Bref et Charlemagne. La papauté s'est alors « occidentalisée » pour des siècles : La liturgie romaine est adoptée par toutes les Églises de l'ouest et Rome devient la ville la plus importante de l'Occident. Mais, au Xe siècle, après le déclin et l'effondrement carolingien, la papauté est soumise aux empereurs ottoniens, c'est l'époque du Césaropapisme.
C'est le pape Léon IX qui commence à libérer l'Église de l'influence de l'empereur dès 1049. En 1059, un nouveau pas est franchi : un décret du pape Nicolas II, prévoit l'élection du pape par les principaux dignitaires ecclésiastiques de la cité, évêques ou prêtres que l'on appelle cardinaux. À partir de 1073, le pape Grégoire VII va imprimer à l’Église d’Occident une nouvelle orientation par une détermination à affirmer intransigeante de l’autorité du Siège romain dans pratiquement tous les domaines, aussi bien sur les évêques que sur les rois. « Le pontife romain, qui seul mérite d’être appelé universel, à tout pouvoir sur les évêques, qu’il peut à son gré déposer » écrit Grégoire VII. Cette nouvelle manière de penser les réalités de l’Église en termes de pouvoirs plutôt qu’en termes de communion inaugurent une politique de centralisation qui ne sera pas mise en cause avant le concile de Vatican II en 1962.
La réforme grégorienne est le nom donné à l'ensemble des mutations que connaît alors l'Église qui devient considérée par tous comme une monarchie élective, universelle et absolue, assimilée à la Cité de Dieu sur terre. Le chef de cette église universelle exerce sur tous ses membres une plénitude du pouvoir (plenitudo potestatis), il peut déposer, rétablir ou déplacer les évêques, créer, diviser ou réunir des diocèses, ériger des abbayes, reconnaître des ordres religieux, convoquer les conciles œcuméniques qu'il préside ou fait présider.
Pour que la réforme puisse s'appliquer, le pape Grégoire devra s'opposer à l’empereur Henri IV au cours d'un conflit particulièrement aigu que l'on appelle la querelle des investitures et qui rebondira avec la Lutte du sacerdoce et de l'Empire qui durera jusqu'au milieu du XIIIe siècle. Le pape Calixte II fait ratifier l'investiture spirituelle, soustraite aux princes et l'investiture temporelle et qu'il considère comme la « liberté de l'Église » par le Premier concile du Latran.

### Poursuite et essoufflement de l'effort missionnaire
À partir de l'époque de Charlemagne, c'est-à-dire la fin du VIIIe siècle, le monde chrétien poursuit sa dilatation au-delà des peuples germaniques pour atteindre, au nord, les Scandinaves, et à l'est les Slaves. Sous Charlemagne, avec les guerres contre les Saxons, cette dilatation de la chrétienté s'accomplit avec un recours déterminé à la violence.
Le processus de christianisation des peuples slaves de l'Europe centrale et des Balkans, des Magyars et des Slaves de la Rus' de Kiev est un peu analogue à celui des Francs au Ve siècle en ce sens qu'il est initié par une demande de la part des princes. Ainsi En 829, une ambassade de Suède se présente à Worms et demande des missionnaires pour des marchands qui désirent être baptisés. En Norvège, dans les dernières années du Xe siècle, le chef Viking Olaf reçoit le baptême en Angleterre. Au Danemark, il faut attendre le Xe siècle pour observer une expansion du christianisme et le sacre du premier évêque (948). À l'origine de l'évangélisation de la Moravie par les frères Cyrille et Méthode, il y a aussi une requête exercée par le prince Ratislav, en 862. En Pologne, c'est le baptême du duc Mieszko, en 966, qui déclenche la conversion des Polonais. À Kiev, c'est à la suite du baptême du grand-prince Vladimir que les Kiéviens se font baptiser en masse dans le Dniepr. En Hongrie, le roi Étienne Ier encourage la christianisation de ses sujets.
Le travail missionnaire de Cyrille et Méthode en Moravie se fait avec le soutien combiné de Rome et de Constantinople, dans une chrétienté qui, en dépit de la tension qui monte entre l'Orient et l'Occident, a encore le sentiment de former un seul corps.
Si l'expansion du christianisme se poursuit de façon continue en Europe, en Orient, en Afrique du Nord et jusqu'à l'Espagne ; dans cette dernière, le christianisme recule à partir du VIIe siècle aux dépens de l'Islam. Là où l'Islam s’implante, les Églises chrétiennes ne survivent qu’avec difficulté, et en Afrique du Nord, elles disparaissent complètement.
La prise de Jérusalem et la conquête de l'Anatolie par les Turcs en 1076 font également reculer le christianisme en Orient. L'appel de Urbain II, avec toute l'autorité dont dispose le pape à cette époque ouvre l'époque des croisades. Les croisés chrétiens reprennent Jérusalem en 1099 et se réinstallent en Terre sainte pour près de deux siècles. Il n'en résulte aucun profit pour la chrétienté qui aggrave ses divisions en Orient. Pour quelles raisons Urbain II a-t-il lancé son appel à Clermont en 1095 ? Pour Jacques Le Goff, Urbain II, ancien Clunisien, enclin à prêcher la Trêve de Dieu, voulait peut-être détourner vers le musulman la violence des chevaliers, et en même temps satisfaire au besoin de pénitence et au rassasiement eschatologique qui taraude l'époque. La Croisade est aussi l'aboutissement de la tradition du pèlerinage. Pour Jean Daniélou, créée pour l’Orient et prolongée par des ordres militaires, la croisade est une institution typique de la Chrétienté, elle est l’instrument de la reconquête de l’Espagne sur l’Islam, de la soumission de l’hérésie albigeoise, de l’expansion vers la Prusse.
La croisade, si elle montre une Chrétienté enfin sûre d'elle-même, montre aussi des masses de croyants devenus allergiques à autrui. La route chrétienne de la première croisade, populaire, sera semée de pogroms contre les Juifs, mais aussi de pillages et de violences envers les chrétiens rencontrés en route. Quant à la quatrième croisade, elle n'affronte finalement pas les musulmans, mais s'en prend aux chrétiens orthodoxes et s'achève par le pillage de l'Empire grec, dont l'érosion et l'affaiblissement ne s'arrêteront plus jusqu'à la chute de Constantinople en 1453. Malgré la phrase de St-Bernard, « fides suadenda, non imponenda » (la foi par la persuasion, pas par la contrainte), chez certains chrétiens zélés et peu instruits la volonté de conversion se traduit par des massacres, tandis que d'autres croisés n'ont de chrétienne que la façade, la croisade étant pour eux un moyen de s'enrichir ou d'augmenter leur prestige féodal.
Au XIIIe siècle, avec la naissance des ordres mendiants, on assiste toutefois à un réveil de l'esprit des Apôtres et à un sursaut évangélique. Franciscains et dominicains constitueront les deux grands ordres missionnaires au XVIe siècle. C'est sans arme que François et ses frères mineurs vont s'immerger dans l'Islam, à Bagdad ou en Afrique du Nord. Des tentatives sans suite, comme la mission de Guillaume de Rubrouck ont lieu pour établir des contacts en Asie avec les peuples des steppes, avant qu'ils ne basculent dans l'Islam.

### Pauvreté, hérésies et universités
Au milieu du XIIe siècle, le christianisme occidental est confronté à un phénomène qui concerne la Chrétienté dans son ensemble : l'essor urbain et la naissance d'une nouvelle société fondée sur la division du travail, la diffusion de l'économie monétaire et l'émergence de ces nouvelles classes sociales que représentent les manœuvres-artisans et les bourgeois parmi lesquels se distingue la couche supérieure, le patriciat. À cette nouvelle donne sociale, l'Église et le christianisme vont donner un certain nombre de réponses parmi lesquelles on peut distinguer la pauvreté et la casuistique. La casuistique est une réponse intellectuelle qui s'élabore dans les universités. La pauvreté a été à l'origine des ordres mendiants déjà évoqués, mais elle a aussi été à l'origine de tendances dissidentes inassimilables par l'Église.
L'essor urbain implique bien une montée de la richesse qui incite des prédicateurs à faire revivre l’image d’une Église primitive où l’on mettait tout en commun ; clercs et laïques inventent des expériences de « vie apostolique » qui peuvent déboucher sur des institutions durables. Si l’Évangile retrouve fraîcheur et virulence, des laïques en viennent aussi à l’opposer à l’Église. C'est le cas du marchand lyonnais Pierre Valdo à l'origine du mouvement des Vaudois. La demande d’authenticité évangélique sur un terrain d'insatisfaction politique et sociale font s'épanouir d'autres hérésies comme le catharisme qui s’implante dans le midi de la France et le nord de l’Italie.
Dans la société de l'Occident médiéval, où la notion de liberté de conscience est inconnue, l’unité de croyance fait la cohésion et l’équilibre de la Chrétienté. L’hérésie représente alors un danger tant social que religieux, qu’il faut écarter par tous les moyens, y compris la guerre ou toute forme de contrainte. Pour combattre l'hérésie cathare et non sans avoir vainement tenté de convertir les hérétiques par le prêche, le pape Innocent III lance la croisade des Albigeois. Le pape Grégoire IX organise les tribunaux d’Inquisition, institution chargée de dénoncer les déviances dogmatiques des chrétiens. Sans doute la foi procède-t-elle d’un acte libre et ne saurait être imposée par la force, disent les meilleurs des théologiens, mais un baptisé n’est pas libre non plus de trahir sa patrie spirituelle.
Dans la Chrétienté du XIIIe siècle apparaît à côté du Sacerdoce et de la Royauté un pouvoir nouveau, celui du savoir universitaire qui se développe dans quelques grands centres : Bologne, Montpellier, Paris, Oxford, Cambridge, Toulouse, Palencia, Salamanque, Coïmbre, Padoue, Pavie, Sienne. Ce développement des universités s'inscrit dans une véritable renaissance littéraire et théologique. Elles sont le lieu d'un foisonnement d'idées et d'écoles qui se stimulent ou parfois s'opposent : écoles monastiques et écoles épiscopales, recherche de Dieu et désir humain du savoir, lecture symbolique et analyse critique de l’Écriture. La casuistique est la réponse que peuvent offrir les théologiens des universités aux problèmes posés par l'évolution de la société. Deux groupes d'intellectuels, respectivement à Paris et à Bologne sont les artisans de cette construction intellectuelle. Les problèmes sont traités sous forme de cas qui peuvent recevoir des réponses différentes. La casuistique multiplie les exceptions à la règle. C'est un biais réformiste qui permet de préparer l'intégration de la société nouvelle dans les cadres traditionnels du christianisme.
Les universités sont un creuset de l’approfondissement de la foi par des groupements corporatifs de maîtres et d’étudiants dont les papes favorisent la relative indépendance à l’égard des autorités locales. Les franchises institutionnelles y servent, mais lentement, la liberté de la recherche. Avec Thomas d'Aquin cesse l'époque où les maîtres étaient effrayés par toute curiosité manifestée à l'égard de la philosophie d'Aristote. Les grands scolastiques regroupés autour de Thomas d’Aquin revendiquent la capacité de la foi à assumer harmonieusement toutes les ressources du savoir humain. Sous la lumière de la foi, la raison redécouvre non seulement la structure naturelle des choses, mais parfois la véritable consistance d’un ordre politique temporel.
Les diplômés formés par les universités ont vocation à former les cadres des nouveaux États, des nouveaux corps politiques, à commencer par ceux de la papauté et de l'Église. Les universités sont des pépinières de hauts fonctionnaires ecclésiastiques et civils. Tout cela est l'affaire de l'Église et c'est pour cela que les universitaires sont des clercs. Le droit envahit tout : droit civil, droit canon, clefs du pouvoir politique. Le christianisme se juridise.

## La dislocation de l'Église en Occident (1300-1545)

### L'irruption de la crise
Pour évoquer la situation de l'Occident médiéval chrétien et de l'Église à la fin XIIIe siècle, on peut opérer un rapprochement entre la scolastique et l'art gothique qui procèdent du même esprit, construisent par les mêmes méthodes, suivent les mêmes démarches. Tout comme l'Église idéale est un corps, l'église matérielle est un être organisé qui exprime l'esprit communautaire que l'on voit émerger aussi bien dans les institutions ecclésiastiques que dans la vie économique et sociale. Au cours des XIVe et XVe siècles, l'Église et le corps social seront affectés de troubles qui déboucheront au XVIe siècle sur la Renaissance en ce qui concerne le corps social et, en ce qui concerne l'Église, sur la Réforme protestante et la Réforme catholique.
Le bel édifice médiéval qui semble réaliser l'idéal chrétien de la « robe sans couture » commence à se fissurer avec le conflit qui oppose le souverain français Philippe le Bel au pape Boniface VIII et qui s'envenime en 1303, lorsque l'envoyé du roi interpelle violemment le pape. Il s'agit bien là d'un conflit de pouvoir, dont les causes ne sont pas nouvelles puisque les prétentions théocratiques de Boniface VIII ne vont pas au-delà de ce qu'ont revendiqué ses prédécesseurs, et celles de Philippe le Bel s'inscrit également dans la tradition de Charlemagne et des capétiens qui se considèrent directement investis par Dieu d'une mission sacrée.
Quel que soit l'enchaînement des évènements entre ce premier conflit, l'établissement de la papauté en Avignon et le Grand Schisme d'Occident, c'est-à-dire, la coexistence de plusieurs papes entre 1378 et 1418 qui provoquera un immense trouble dans le monde chrétien, selon Yves Congar, la crise ne viendra pas des puissances laïques mais de l’intérieur de l’Église avec la répétition des mouvements anti-hiérarchiques qui se développent avec John Wycliff et Jan Hus, les plaintes contre l’autoritarisme centralisateur et la fiscalité pontificale renforcé par la Papauté d'Avignon, et finalement les tergiversations théologiques entre la tendance conciliariste dominante au moment du concile de Constance en 1414-1418, et au concile de Bâle en 1431-1449 et la tendance hiérarchique sinon monarchique qui s'impose finalement au Ve concile du Latran en 1512-1517.

### La crise de l'Église et de la papauté
Philippe le Bel obtient ensuite que le concile de Vienne, présidé par Clément V en 1311-1312 approuve la condamnation des Templiers. À cette époque, parce que Rome est le théâtre de combats violents entre familles nobles rivales, les Guelfes partisans de la papauté et les Gibelins, partisans de l'empereur, Clément V préfère s'établir à Avignon.
De 1309 à 1378, la papauté d'Avignon se caractérise par une influence française plus grande, et d'ailleurs, les papes de cette époque sont issus du midi de la France, mais la centralisation monarchique est le caractère le plus marqué du gouvernement pontifical durant son exil à Avignon. Même si le bien de l'Église était pour les papes d'Avignon une raison sérieuse pour développer leur activité gouvernementale dans le sens de la centralisation, cette politique et le faste qui s'instaure à la cour d'Avignon fait grimper les dépenses de l'Église à des niveaux jamais atteints. Pour y faire face, il devient nécessaire d'instaurer une fiscalité basée sur la taxe dont doit s'acquitter tout titulaire d'un poste nommé par le pape. En même temps qu'elle fortifie les moyens matériels de la papauté, la centralisation suscite aussi des rancunes dont la masse et la force ne vont pas tarder à se révéler.
En 1377, Le retour du pape à Rome ne fait qu’aviver les intrigues partisanes, et en 1378 la Chrétienté se déchire en deux : c'est le Grand Schisme d'Occident. Pendant quarante ans, l'existence d'au moins deux papes divise la chrétienté selon des critères avant tout politiques : rois et princes accordent ou reprennent leur obédience à l’un ou à l’autre au mieux de leurs intérêts nationaux tandis que ceux qui seront reconnus comme saints fréquentent l'un ou l'autre : pour Vincent Ferrier ce sera celui Avignon, alors que ce sera Rome pour Catherine de Sienne.
Sigismond, élu empereur du Saint-Empire en 1410, va mettre tout son poids dans la balance pour que le concile de Constance qui se réunit en 1418-1419 trouve une issue à la crise et soit un succès. Un grand nombre de docteurs, notamment ceux de l'université de Paris comme Jean de Gerson sont présents aux côtés des évêques et des abbés. Le programme que se fixe l'assemblée recouvre les préoccupations majeures de la chrétienté : l'union, la réforme et la défense de la foi. En gros, l'union de l'Église est retrouvée et la réforme se fait dans le sens du conciliarisme qui donne au concile la suprématie sur le pape. Eugène IV restaure l'essentiel du prestige de l'autorité pontificale au concile de Florence en 1438-1445. Quant à la défense de la foi, elle se manifeste par la condamnation des idées anti-hiérarchiques. Un théologien d'Oxford récemment décédé, John Wyclif avait clairement remis en cause l'ensemble des couches hiérarchiques de l'Église. Le tchèque Jan Hus qui avait propagé les idées de Wyclif à Prague sans les partager nécessairement toutes, est condamné comme hérétique, puis brûlé sur un bûcher.

### La régression de l'Occident
Depuis le Xe siècle, l'épanouissement économique et culturel de l'Occident chrétien avait été à peu près constant. À partir du courant du XIVe siècle, l'ensemble de l'Occident rentre dans une phase de régression qui peut se lire à travers sa démographie : entre 1348 et 1420 l'Allemagne perd environ 40 % de sa population, la Provence 50 %, et certaines régions de la Toscane jusqu'à 70 %. Plusieurs catastrophes sont survenues : la Grande famine de 1315-1317, la peste noire, sans oublier la Guerre de Cent Ans, les guerres hussites ou la guerre des Deux-Roses.
Ces catastrophes naturelles ou guerrières s'ajoutent à des évènements politiques ou religieux comme le Grand Schisme, la folie de Charles VI, la mort tragique de Charles le Téméraire ou encore, la menace turque grandissante ont pour conséquences de désorienter les esprits, et de créer une grande angoisse collective. Les individus et la société dans son ensemble se sentent coupables, seul le péché peut expliquer tant de malheurs. Sans doute, écrit Jean Delumeau, les chrétiens de ce temps voient-ils une fidèle image d'eux-mêmes dans les figures hideuses et grimaçantes que Jérôme Bosch place autour du Christ de douleur. Dans les dernières années du XVe siècle, la croyance se répand que, depuis le Grand Schisme, personne n'est rentré au Paradis. Beaucoup de gens croient également à toutes sortes de superstitions, comme les sabbats diaboliques ou le vol des sorcières. La bulle Summis desiderantes d'Innocent VIII encouragent la recherche et la punition de personnes soupçonnées de s'être livrées à Satan.

### La réforme protestante
Le thème d’une réforme nécessaire de l’Église « dans sa tête et dans ses membres » est à l’ordre du jour depuis le concile de Vienne en 1311. Au sein des ordres religieux, les mouvements de réforme suscitent des directeurs spirituels comme Jan van Ruysbroeck, des prédicateurs comme Vincent Ferrier ou Jean de Gerson, des animateurs de confréries, qui entretiennent parmi le peuple chrétien un sens plus intérieur de la prière, dont la dévotion moderne illustrée par l'Imitation de Jésus-Christ accentue fortement l’individualisme.
Les principes de cette « dévotion moderne » sont que l'ascèse indispensable à quiconque entend maîtriser ses passions et se dévouer au bien d'autrui n'est féconde qu'inspirée par l'amour du Christ. Que chaque geste de l'existence soit vécu comme une imitation du Maître, et peu à peu, Jésus fera de l'âme dévote sa demeure. L’Imitation de Jésus-Christ sera, Bible exceptée, le livre le plus lu dans le monde chrétien.
Au XVIe siècle, le succès de la réforme protestante qui constitue une remise en cause fondamentale de l’Église montre que devotio moderna ne répondait pas aux attentes d'une partie de la chrétienté. D'inspiration biblique et laïque, le message protestant s'accomplit en deux générations, celle de Luther qui opère la rupture doctrinale et celle de Jean Calvin qui organise la réforme.
Ce mouvement est une tentative de réformer la religion catholique. Beaucoup de catholiques occidentaux étaient en effet troublés par ce qu'ils constataient de mauvaises pratiques au sein de l'Église, accompagnées par la propagation de doctrines fallacieuses. Un des exemples les plus célèbres concerne les indulgences qui vont être contestées dans leur principe et surtout dans la mesure où elles faisaient l'objet de commerce pour remplir les caisses de l'Église. Une autre source de scandale était la pratique de la vente et de l'achat de charges ecclésiastiques, ce que l'on appelle la simonie, et qui se développait dans les plus hauts échelons de la hiérarchie catholique et même dans l'entourage du pape.
C'est le 31 octobre 1517 que Martin Luther placarde ses 95 thèses sur la porte de la chapelle du château de Wittenberg. Il s'agit d'une critique de l'Église et du pape. Les thèses les plus polémiques sont dirigées sur la pratique de la vente des indulgences et la position de l'Église sur le Purgatoire. Parmi les précurseurs spirituels de Luther, on peut citer John Wyclif et Jan Hus. Bientôt, Luther est suivi par d'autres critiques radicaux comme Ulrich Zwingli et Jean Calvin. Parmi les principales croyances et pratiques de l'Église mises en cause par les réformateurs protestants, citons le Purgatoire, le jugement particulier, la dévotion à Marie, la doctrine de l'intercession des saints et la dévotion à leur égard, la plupart des sacrements, le célibat des prêtres, y compris celui des moines et l'autorité du pape.
La thèse selon laquelle les Réformateurs auraient quitté l'Église parce qu'elle était un lieu de débauches, d'impuretés et de divers scandales est considérée comme insuffisante par un historien comme Jean Delumeau qui constate qu'au temps de Grégoire VII et de saint Bernard, il existait probablement autant d'abus dans l'Église qu'à l'époque de la Réforme, ce qui suggère que les causes de la Réforme ont été plus profondes que le « dérèglement de chanoines épicuriens ou les excès des nonnains de Poissy ». Pour Delumeau, les abus qui tiennent le plus à cœur à Luther sont davantage « la communion sous une seule espèce, la messe érigée en sacrifice, le célibat ecclésiastique, les vœux de religion, les jeûnes et abstinences imposées aux fidèles ».
Les groupements les plus importants issus de la Réforme protestante sont les Luthériens, les Calvinistes, les Presbytériens et les Anabaptistes. En Angleterre, le processus de la réforme a des causes et des effets différents qui donnent naissance à l'anglicanisme. L'œuvre religieuse d'Henri VIII et d'Élisabeth est largement inspirée par le désir de subordonner la vie ecclésiastique aux intérêts de l'État et elle n'aurait sans doute pas survécu si l'Église anglaise n'avait pas déjà pris l'habitude de vivre de façon autonome.
L'irruption du protestantisme, c'est-à-dire d'un grand nombre de chrétiens qui ne reconnaissent plus l'autorité de l'Église, complique le jeu délicat qui se joue depuis Constantin entre pouvoir temporel et pouvoir spirituel. Le Saint-Empire romain germanique est concerné au premier chef. L’Appel à la noblesse chrétienne de la nation allemande que Luther publie en 1520 encourage l'élite du pays à lutter contre Rome. L'indépendance religieuse que propose Luther apparaît aux princes allemands comme le complément de leur indépendance vis-à-vis de l'empereur et du pape. En 1547, Charles Quint, empereur, remporte une victoire militaire à Mülberg contre une coalition commandée par l'électeur de Saxe, protecteur de Luther. Mais Charles Quint n'avait vaincu que par les armes des États qui s'étaient réunis au nom de la foi. La paix d'Augsbourg signée entre les États du Nord et Ferdinand Ier, successeur de Charles Quint consacre le principe Cujus regio, cujus religio, c'est-à-dire que la région d'un prince doit partager la religion de celui-ci. La papauté doit abandonner son rêve d'unité et accepter la réalité du protestantisme. Les pays latins, la France, l'Autriche, la Pologne et la Hongrie restent dans le giron du catholicisme, mais la plus grande partie de l'Europe du Nord et une majorité d'États allemands basculent du côté du protestantisme.

## L'Église post-tridentine (1545-1878)

### La réforme catholique
L'Église romaine connaît à la fin du XVIe siècle et au début du XVIIe siècle une profonde transformation qu'il est courant d'appeler maintenant la réforme catholique qui s'articule autour du concile de Trente ouvert en 1545 par le pape Paul III, mais qui avait été préparée par de longues recherches comme la dévotion moderne et de douloureux tâtonnements comme le mouvement Hussite.
Cette réforme interne du catholicisme est étroitement liée à une démarche de lutte et de reconquête vis-à-vis du protestantisme à tel point que l'on a appelé cette période la Contre-Réforme. Les différents mouvements de réforme protestante ont suscité une hostilité de l'Église romaine au Protestantisme dans un contexte général de cruelle intolérance, à une époque où aimer et pratiquer sa religion signifie souvent combattre celle d'autrui. La plupart des guerres européennes du XVIe et du XVIIe siècles sont plus ou moins des Guerres de religions.
Le concile de Trente lui-même, s'il a été « le vaste creuset où se confirme et se perfectionne la purification de l'Église [...] et le point de rencontre de toutes les forces catholiques de réforme », constitue également le refus de dialoguer avec la Réforme et une affirmation abrupte de positions antiprotestantes. La reconquête catholique passe éventuellement par la voie des armes. La Guerre de Quatre-Vingts Ans menée dans les Pays-Bas par l'Espagne entre 1568 et 1648 anéantit pratiquement le Protestantisme dans les territoires gardés sous le contrôle des rois d'Espagne, parmi lesquels la future Belgique. En Bohême qui reste dépendante de l'Autriche catholique, la bataille de la Montagne Blanche, en 1620, marque la fin du Hussisme et ouvre la voie à l'éradication de toutes formes de protestantisme.
Le concile de Trente procède à un certain nombre de mise au point doctrinales comme la réaffirmation de l'existence du péché originel et l'adhésion à l'ensemble des sept sacrements. À aucun moment de l'histoire de l'Église, un concile n'avait assumé un programme doctrinal et pastoral aussi total, mais pour « miraculeux qu'il apparaisse », il serait demeuré vain si l'esprit de réforme n'avait permis à ses canons et ses décrets de passer dans la vie de l'Église. Cette volonté réformatrice se développe dans tous les pays et se manifeste à tous les degrés de la hiérarchie catholique.
Tout d'abord, un arsenal pastoral est élaboré : deux ans après la clôture du concile sort le catéchisme du concile de Trente, rédigé par Charles Borromée dont le concile avait demandé la rédaction dès 1546. Bréviaire et missel romains paraissent respectivement en 1568 et 1570. La version revisitée de la Vulgate, c'est-à-dire la traduction de la Bible en latin voit le jour en 1593.
Ensuite, on assiste à un renforcement des différents niveaux de la hiérarchie: en premier lieu, l'autorité qui constitue un contrepoids aux tendances césaropapistes latentes des souverains catholiques. Entre 1564 et 1572, une centaine de synodes régionaux se tiennent pour faire passer l'esprit du concile dans la vie quotidienne. Le retour aux sources suscité par l'humanisme de la Renaissance oriente les esprits vers une conception plus rigoureuse de l'épiscopat. Il se constitue ainsi, surtout à partir de 1640 un épiscopat d'une haute valeur spirituelle. Le XVIIe siècle marque un tournant dans l'histoire de l'épiscopat : celui de l’évêque-grand seigneur à l’évêque-chef religieux.
Une des décisions les plus importantes du concile de Trente concerne la création de séminaires qui sont un élément moteur dans l'élévation du niveau moral et intellectuel du clergé paroissial qui reste cependant très lente. En France, ce n'est qu'après 1650 que l'on voit vraiment se développer les séminaires où les futurs prêtres restent deux ans et reçoivent une véritable formation sacerdotale. Le clergé, désormais mieux formé, est également mieux encadré par les évêques qui s'astreignent à passer une partie de leur temps à effectuer des visites pastorales sur l'ensemble de leurs diocèses.
Avant que les séminaires ne produisent de façon massive un clergé au niveau amélioré, c'est-à-dire, en gros, dans le milieu du XVIIe siècle, la renaissance catholique est le résultat de l'action militante d'ordres religieux nouveaux ou rénovés. Parmi les ordres nouveaux, la Compagnie de Jésus, fondée par Ignace de Loyola, occupe une place de premier plan. Confesseurs des princes d'Europe et astronomes des empereurs de Chine comme Matteo Ricci, missionnaires et enseignants remarquables, les Jésuites constituent entre 1550 et 1650 l'élément le plus dynamique de l'Église romaine. Les Jésuites sont largement engagés dans les nouvelles missions catholiques tout comme les capucins, autre nouvel ordre de la famille franciscaine. Vêtus de bure grossière, et s'astreignant à des jeûnes fréquents et rigoureux, ils développent une autre forme de spiritualité mais n'en font pas moins une profonde impression sur les hommes des XVIe et XVIIe siècles.
Si le concile de Trente oriente l'Église sur la voie d'une réforme interne, le débat théologique qui avait abouti à la scission protestante n'est pas éteint à l'intérieur de l'Église. Les Pères du concile ont affirmé le libre arbitre et la nécessité de la grâce, mais sans définir leurs rapports, et l'existence d'un libre arbitre authentique est inconciliable avec certaines thèses de saint Augustin qui affirme « C'est par un juste jugement de Dieu que la grâce n'est pas donnée à ceux à qui Dieu la refuse ». Cette contradiction rend inévitable l'éclosion du mouvement janséniste qui contestera plus ou moins la doctrine officielle en se réclamant d'Augustin.

### L'expansion du christianisme hors d'Europe

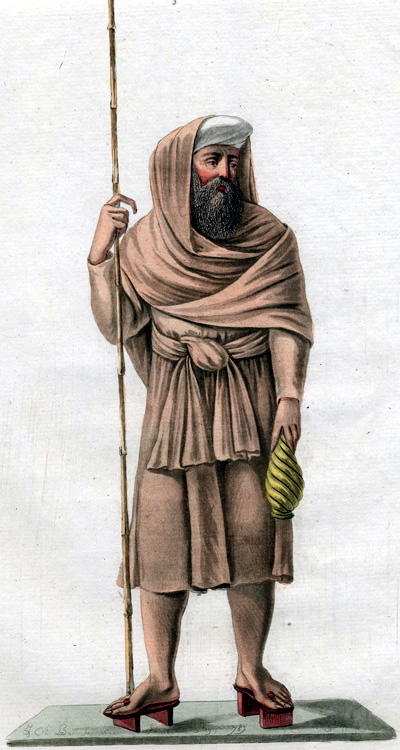
Un missionnaire jésuite

La Compagnie de Jésus est caractéristique de cet esprit d'organisation qui apparaît dans l'histoire chrétienne et dans celle de l'apostolat et qui est pour Jean Delumeau un enrichissement de l'outillage mental de l'homme d'Occident au début des temps modernes. Après les grandes découvertes des XVe et XVIe siècles le monde change de dimensions, plus encore culturellement que géographiquement, l’évolution de l’Église post-tridentine (après le concile de Trente) s’effectue sous la tension d’une double préoccupation : s'il s'agit, par rapport au protestantisme, de maintenir, défendre, voire reconquérir des positions, il s'agit aussi, sur toute la surface de la terre, de conduire les hommes au salut par la foi en Jésus-Christ et les sacrements de son Église.
L'efficacité chrétienne et l'esprit de méthode s'applique à l'expansion de l'Église hors d'Europe. Une conquête religieuse comparable à celle des temps apostoliques recommence, non plus à l'échelle d'un empire, mais à celle de la planète. En même temps que les gains d'effectifs outre-mer compensent largement les pertes provoquées par la sécession protestante, en Europe centrale et ottomane, les batailles de Lépante en 1571 et du Kahlenberg en 1683 marque le début de l'inexorable reflux ottoman.
Ce que l'on appelle les grandes découvertes va être l'occasion d'une nouvelle phase de l'expansion du christianisme dans les contrées qui passent sous la domination de ces deux puissances maritimes majeures que sont devenues le Portugal et l'Espagne. Plus largement, cet élan missionnaire s'étend dans toutes les contrées que les progrès de la navigation rendent maintenant accessibles aux navigateurs occidentaux. En 1508, par la bulle Universalis Ecclesiae (de), l'Espagne obtient le monopole des missions dans la zone qui lui avait été attribuée par le traité de Tordesillas. En 1514, un statut symétrique est accordé aux Portugais. Il s'agit en fait d'une régularisation, car ces derniers s'étaient déjà assurés, au milieu du XVe siècle, de l'exclusivité missionnaire dans le monde entier, du temps où ils étaient la seule puissance maritime. Le Saint-Siège qui n'a ni moyens financiers propres, ni structure missionnaire centralisée, sous-traite ainsi l'organisation des missions aux souverains catholiques : c'est le régime du Patronat.

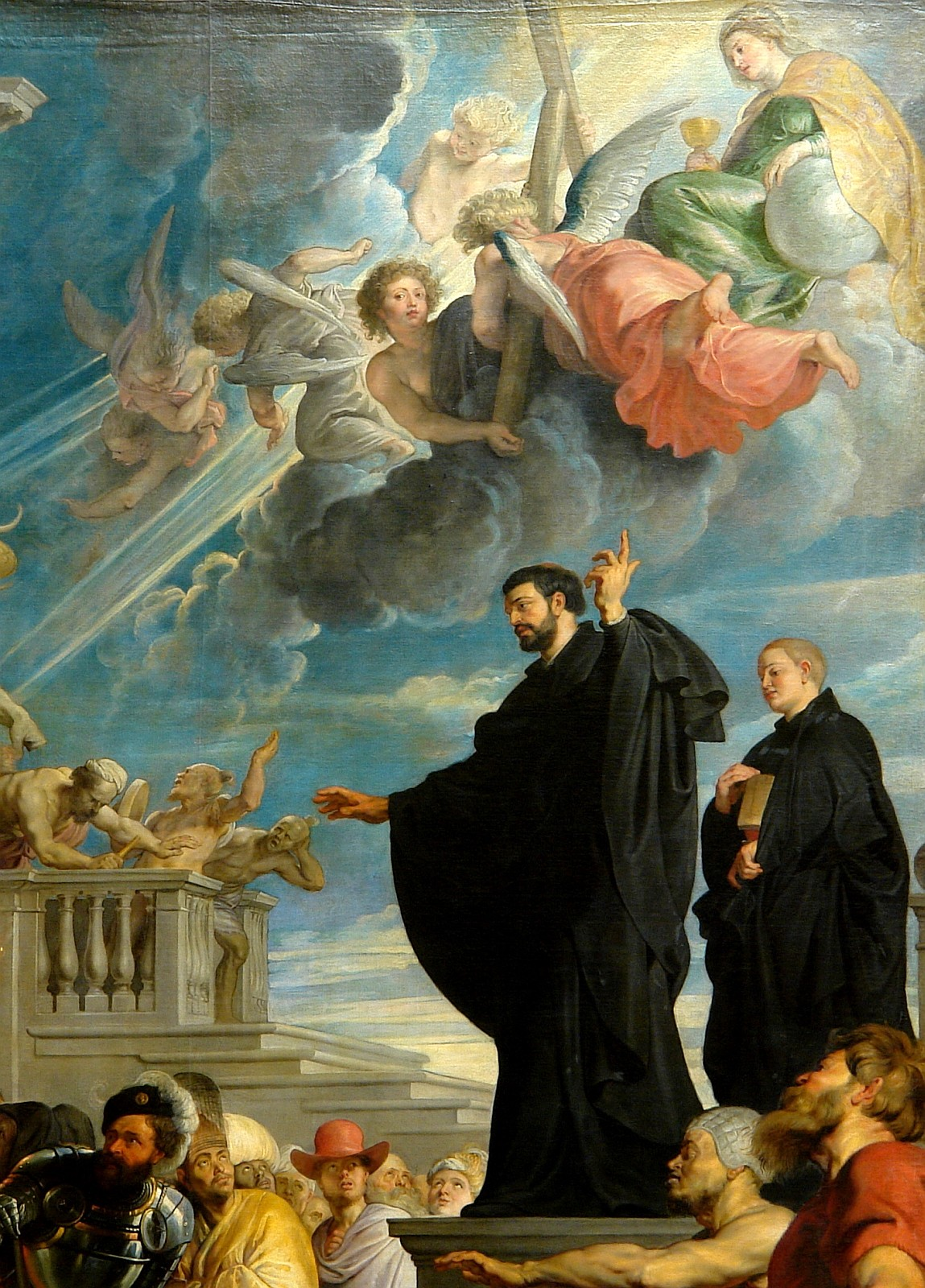
Détail de la Gloire de Saint François Xavier par Rubens

La présence missionnaire fait partie intégrante de la conquête de l'Amérique centrale et méridionale ainsi que des Philippines : les Espagnols ne conçoivent pas la mise en place d'une administration espagnole sans y inclure les institutions cléricales. Complètement intégrés à la conquête espagnole des nouveaux territoires, certains missionnaires comme Bartolomé de Las Casas jouent également un rôle de contrepoids vis-à-vis de l'administration civile et militaire et prennent la défense des Indiens victimes de spoliation ou d'oppression.
En Asie, beaucoup de missionnaires qui travaillent sous l'autorité du roi du Portugal ne sont pas Portugais à l'instar de François Xavier, jésuite navarrais qui sera ensuite déclaré « patron des missions », qui prêche et baptise en Inde vers 1542 et au Japon vers 1549. Malgré les prouesses linguistiques des missionnaires jésuites, l'expansion du catholicisme en Asie reste modeste. En 1800, dans une Asie qui compte des centaines de millions d'hommes, les chrétiens ne sont que quelques millions.
Ce système du patronat comporte pour la papauté beaucoup d'avantages, notamment celui de pouvoir se décharger complètement sur les pouvoirs temporels, mais il n'est guère tenable à long terme à cause de la constante ingérence des autorités laïques dans les affaires religieuses. Après le Concile de Trente qui ne s'occupe guère de l'évangélisation des païens, le gouvernement de l'Église a toutes les raisons de vouloir reprendre ses prérogatives naturelles. En 1622, par la bulle Incrustabili, le pape Grégoire XV institue un organisme centralisé que l'on appelle Congrégation de Propaganda Fide. Dans le but de rendre les missions moins dépendantes du Portugal, de l'Espagne, le Saint-Siège suscite la création des Missions étrangères de Paris, avec l'objectif particulier de former un clergé local.
Avec l'expansion de la religion catholique hors d'Europe se trouve posée la question de l'adaptation aux différentes cultures. Après l'extension du protestantisme, le Saint-Siège est aussi soucieux de l'unité de l'Église que de son unité. La liturgie latine, et donc, la formation en latin du clergé local, est considérée comme un facteur essentiel d'unité. En Chine, les jésuites avaient toléré pour les néophytes la participation aux rites en l'honneur de Confucius et des ancêtres. La rivalité entre ordres religieux se mêlent aux questions doctrinales pour aboutir en 1742 à l'interdiction pour les chrétiens de participer aux rites chinois.

### Évangélisation, déchristianisation et Révolution française
L'Église posttridentine (c'est-à-dire postérieure au concile de Trente) se caractérise par sa détermination à « christianiser » une société qui ne l'avait été que très imparfaitement au Moyen Âge. Cet effort de christianisation passe par la lutte contre la mentalité païenne, l'encadrement des fidèles par un clergé bien formé, mais aussi par la mise en place méthodique de missions non pas destinées aux contrées lointaines, mais aux campagnes des pays européens. Ces missionnaires du XVIIe siècle arrivent dans une paroisse par groupe de quatre à huit, et ne lâcheront pas la population du village avant que tout le monde ne se soit confessé. Pendant les quelques semaines de leur séjour, ils se seront efforcés d'apprendre aux foules les quatre prières fondamentales, Pater, Ave Maria, Credo et Confiteor et d'organiser quelques manifestations spectaculaires.
À la veille de la Révolution française, 95 % de la population rurale française sont des pascalisants, c'est-à-dire qu'ils vont à la messe au moins le jour de la fête de Pâques, mais dans ce paysage apparemment monotone de conformisme religieux, les rapports de mission des Lazaristes couvrant la période de 1683 à 1714 dans la région de Montauban, font état de zones d'insuccès, et deux siècles plus tard, ces mêmes régions présenteront les mêmes caractéristiques d'une faiblesse de la pratique religieuse.
Le phénomène de déchristianisation de masse, sensible en France à partir de 1750 n'a souvent été qu'un abandon de conformisme, c'est-à-dire des composantes de l'attitude chrétienne ayant plus à voir avec la coutume et la contrainte qu'avec la foi. Depuis le IVe concile du Latran en 1215, tout fidèle parvenu à l'âge du discernement est tenu de communier au moins une fois par an dans l'église de sa paroisse sous peine d'excommunication et après la mort, de privation de sépulture chrétienne. Au XVIIIe siècle, il y a bien la tentative, par exemple à travers les visites pastorales des évêques, d'exercer une surveillance plus étroite sur la pratique religieuse des fidèles, mais en pratique, les sanctions sont rares et l'État n'intervient que par intermittence pour assurer le respect du dimanche.
Il est banal de constater le contraste entre la tiédeur religieuse du XVIIIe siècle et la ferveur chrétienne du XVIIe siècle marquée par des grands mystiques comme Jean de la Croix ou Thérèse d'Avila. En fait, le courant de contestation libertin existe depuis le début du XVIIe siècle. La remise en cause du christianisme ne se produit pas seulement en France, mais aussi en Italie et en Angleterre. Elle interagit avec le panthéisme et le rationalisme positif de Spinoza.
Le XVIIIe siècle dirige contre la religion en général, mais plus particulièrement contre le christianisme, une série d'attaques convergentes, plus ou moins virulentes que l'on peut illustrer par le Dictionnaire historique et critique de Bayle, en 1697, le Dictionnaire philosophique de Voltaire en 1764. Voltaire mène une guerre frontale aussi bien contre le Christ que contre l'Église avec le célèbre mot d'ordre « Écrasez l'infâme ». Il est à l'origine d'un anticléricalisme qui demeurera jusqu'au XXe siècle une des composantes de la bourgeoisie occidentale. Il reproche à l'Église d'enfermer la croyance dans une suite de légendes inconsistantes, de conduire à une théocratie profitable aux prêtres, bref, de consacrer une société étrangère à la raison.
Si les idées de Voltaire sont incontestablement antichrétiennes, celles du Siècle des Lumières en général, sont intégrées au sein de certaines mouvances catholiques comme le Joséphisme en Autriche où le despote éclairé Joseph II considère que l'Église d'Autriche doit aussi bénéficier du rationalisme et des idées de progrès, sous la houlette de l'État plus que sous celle de Rome. En France, les mêmes idées nourrissent le Gallicanisme qui ne bénéficie pas de l'appui d'un souverain et qui devra attendre la Révolution de 1789 pour s'épanouir.
La Révolution française qui constituera un traumatisme pour l'Église n'est pas, à l'origine un complot dirigé contre la foi. Mais c'est dans une position de faiblesse et de fatigue que l'Église aborde cette épreuve. Des huit papes qui se succèdent de 1700 à 1800, seul Benoît XIV sort de la médiocrité. À Rome, le temps des mondanités est de retour. Récession démographique dans les monastères. Les querelles internes sont une autre cause de l'affaiblissement de l'Église : sous la pression conjointe des Franciscains et des Dominicains, mais aussi à cause de la jalousie du clergé séculier et de la suspicion des divers États catholiques qui redoutent leur puissance occulte, en 1773, Clément XIV décide la suppression des jésuites, l'ordre où l'on prononçait un vœu spécial d'obéissance au pape.
La révolution française est un évènement marquant de l'histoire de l'Église, pas seulement parce que depuis la défection des pays protestants et le déclin de l'Espagne, la France devient le pays catholique par excellence, mais aussi parce que par la conquête, la Révolution française s'exportera sur une partie de l'Europe. Quels qu'aient été les succès de l'anticléricalisme voltairien, les premiers artisans de la Révolution ne rêvent pas de dresser la nation contre l'Église, mais au contraire de les rapprocher. Les mouvances gallicane et janséniste du clergé français sont à l'aise dans le patriotisme révolutionnaire, et la réforme du mode de scrutin des États généraux est une victoire écrasante pour le bas-clergé et le monde des curés produit par la réforme catholique.
Preuve de l'adhésion des élus du clergé aux idéaux révolutionnaires, dans la nuit du 4 août 1789, les ecclésiastiques abandonnent leurs droits et leurs revenus à la nation. L'Église se retrouve ainsi privée de ressources, ce qui justifie quelques mois plus tard la sécularisation - on dirait aujourd'hui nationalisation - des biens d'Église, sécularisation étendue en février 1790, à celle des ordres et des congrégations, entraînant la fermeture des couvents de contemplatifs et la suppression des vœux monastiques. Ces bouleversements sont accomplis au milieu d'une indifférence à peu près unanime, évêques et curés ne voyant pas sans déplaisir la disparition de rivaux gênants jalousés pour leurs richesses.
La rupture définitive entre la Révolution et l'Église apparaît dès l'été 1790 lorsque la Constitution civile du clergé, conséquence d'un gallicanisme extrême implique la rupture de fait avec Rome pour les « prêtres jureurs » qui acceptent de prêter serment à la constitution. Un conflit résulte de cette situation entre le pouvoir révolutionnaire et les « prêtres réfractaires » fidèles à Rome, qui s'exacerbe à partir de la Commune de Paris en août 1792 : il devient interdit de porter un costume ecclésiastique, des églises sont fermées ou détruites. Cette politique de déchristianisation n'eut pas que des effets négatifs pour l'Église puisque l'épreuve semble avoir raffermi la foi du peuple chrétien qui redemande des prêtres, poussant ainsi Bonaparte à rétablir le culte et des relations normales avec le Saint-Siège par le biais du Concordat de 1801.

### Affirmation de l'autorité pontificale
Le Concordat de 1801, fruit de longues tractations, est une combinaison subtile entre la tradition gallicane, la constitution civile du clergé et l'esprit nouveau qui se manifeste avec l'arrivée au pouvoir de Napoléon. Au pouvoir temporel est dévolu la désignation des évêques, et au pape leur institution canonique. Le Saint-Siège renonce aux biens de l'Église vendus au profit de la nation, mais le gouvernement s'engage à verser au clergé un « traitement convenable ». Aux XIXe et XXe siècles, une série de concordats seront signés, notamment au temps de Pie XI, après la Première Guerre mondiale avec des États européens de création récente. Ces concordats sont fort différents de ceux signés sous l'ancien régime : ces concordats assurent aux églises nationales privées de leurs revenus, une indépendance vis-à-vis des États garantie par Rome. L'officialisation de la perte de ses biens représente pour l'Église une étape décisive dans la séparation du spirituel et du temporel. Après dix années de tourmente révolutionnaire, l'autorité du pape sort grandie, ce qui ne veut pas dire que la déchristianisation ait été résorbée : des îlots d'irréligion subsistent dans les pays traditionnellement catholiques.
Le XIXe siècle sera à la fois le temps du déclin temporel de la papauté et celui de son ascension morale. La réalisation de l'unité politique italienne passe par la liquidation des États pontificaux et leur intégration au sein de la nouvelle Italie. Ce sera chose faite en 1870, qui ne sera acceptée par la papauté qu'en 1929 avec la signature des accords du Latran.
L'Ultramontanisme est un courant de pensée favorable à la primauté, spirituelle et juridictionnelle, du pape sur le pouvoir politique, qui s'est développé dès le XVIe siècle à la faveur de la consolidation du pouvoir pontifical qui a résulté du concile de Trente, en opposition avec le gallicanisme. Au XIXe siècle, un élan populaire renforce le prestige d'un pape auquel les fidèles sont attachés de façon plus fervente. L'ultramontanisme vigoureux qui en résulte prend le contrepied de la Révolution française. Plus généralement, dans toute l'Europe, il prend un caractère nettement anti-moderniste.
Selon la thèse des philosophes traditionalistes, seul un catholicisme homogène et centralisé serait en mesure de s'opposer au processus de désagrégation du monde moderne. « Le christianisme repose entièrement sur le Souverain Pontife ». Des anglicans comme John Henry Newman voient dans l'autorité de l'Église le seul moyen de préserver la vérité mise en péril par l'effet dissolvant de la raison humaine. Fort de son autorité renforcée, le pape Pie IX proclame en 1854 le dogme de l'Immaculée Conception selon lequel Marie est préservée du péché originel. Puisque le pape a ainsi le privilège d'interpréter la tradition et de définir lui-même un article de foi non explicitement contenu dans les Écritures, il faudra pousser la logique jusqu'au bout : Réuni par le même Pie IX en décembre 1869, le Ier concile du Vatican proclamera l'Infaillibilité pontificale.
Le triomphe de l'ultramontanisme n'est pas incompatible avec l'ouverture au monde. Au contraire, une Église romaine forte est l'alliée naturelle des nations catholiques opprimées que sont la Pologne ou l'Irlande. La fin de l'empire napoléonien et la Restauration amènent Lamennais et ses disciples à préconiser la séparation de l'Église et de la monarchie, la liberté de pensée pour le catholicisme et l'élargissement de la religion aux institutions sociales et à l'activité des hommes. Le pape Pie IX semble être favorable à ce catholicisme libéral, mais peut-être traumatisé par les évènements révolutionnaires de 1848 où une république est proclamée à Rome, il finit par condamner toutes les erreurs modernes dont le Syllabus établit une liste précise.

### Second printemps des missions et vie spirituelle
Après un déclin à l'époque des lumières, hostiles, par principe à l'évangélisation des infidèles, l'apostolat missionnaire connait au XIXe siècle un « second printemps des missions ».
La nouvelle vague missionnaire naît en France avant de s'étendre aux pays catholiques voisins. Si d'un côté cet élan missionnaire ressort de la vague de l'expansion européenne qui s'exprimera également par le colonialisme, il est juste de préciser que les missions sont plutôt en avance de phase par rapport à la colonisation et elles survivent à la décolonisation. Il participe du renouveau spirituel apparu au lendemain de la Révolution. Certaines idées de 1789, comme celles de l'égalité entre les hommes et les races qui inspirent en Europe l'éveil des nationalités, fécondent également ce « romantisme missionnaire » qui doit aussi beaucoup au Génie du Christianisme publié en 1802.
Comme un mouvement missionnaire est apparu simultanément chez les protestants, la rivalité entre catholiques et protestants est une caractéristique de la période. L'Océanie et l'Afrique seront les terres de missions spécialement concernées, mais la christianisation d'un pays comme la Corée, restée en dehors du processus de colonisation européenne s'inscrit également dans cette période. Les missionnaires du XIXe siècle appartiennent pour l'essentiel à de nouveaux ordres religieux, spécialisés dans l'apostolat missionnaire. En 1845, Grégoire XVI publie l'encyclique Neminem Profecto qui demande aux vicaires apostoliques de porter l'essentiel de leur formation sur le clergé local.
L'élan missionnaire du XIXe siècle est l'une des manifestations de la confiance que les catholiques retrouvent en eux-mêmes et qui s'exprime aussi par un attachement fervent en la personne du pontife romain. Cette vague d'affectivité atteint son sommet sous le pontificat de Pie IX qui fait l'objet d'une véritable dévotion et Rome brille alors d'un éclat plus vif qu'au XVIIIe siècle quand les foules cosmopolites se pressent à Saint-Pierre pour assister aux solennelles canonisations ou pour recevoir la bénédiction du pontife. La spiritualité du XIXe siècle, empreinte d'affectivité et de romantisme, marque ceux que l'Église reconnaîtra comme saints au premier rang desquels il convient de citer Thérèse de Lisieux qui unit intimement en sa personne la contemplation et l'esprit missionnaire.

## L'Église face au tournant duXXesiècle

### Léon XIII et l'ouverture au monde

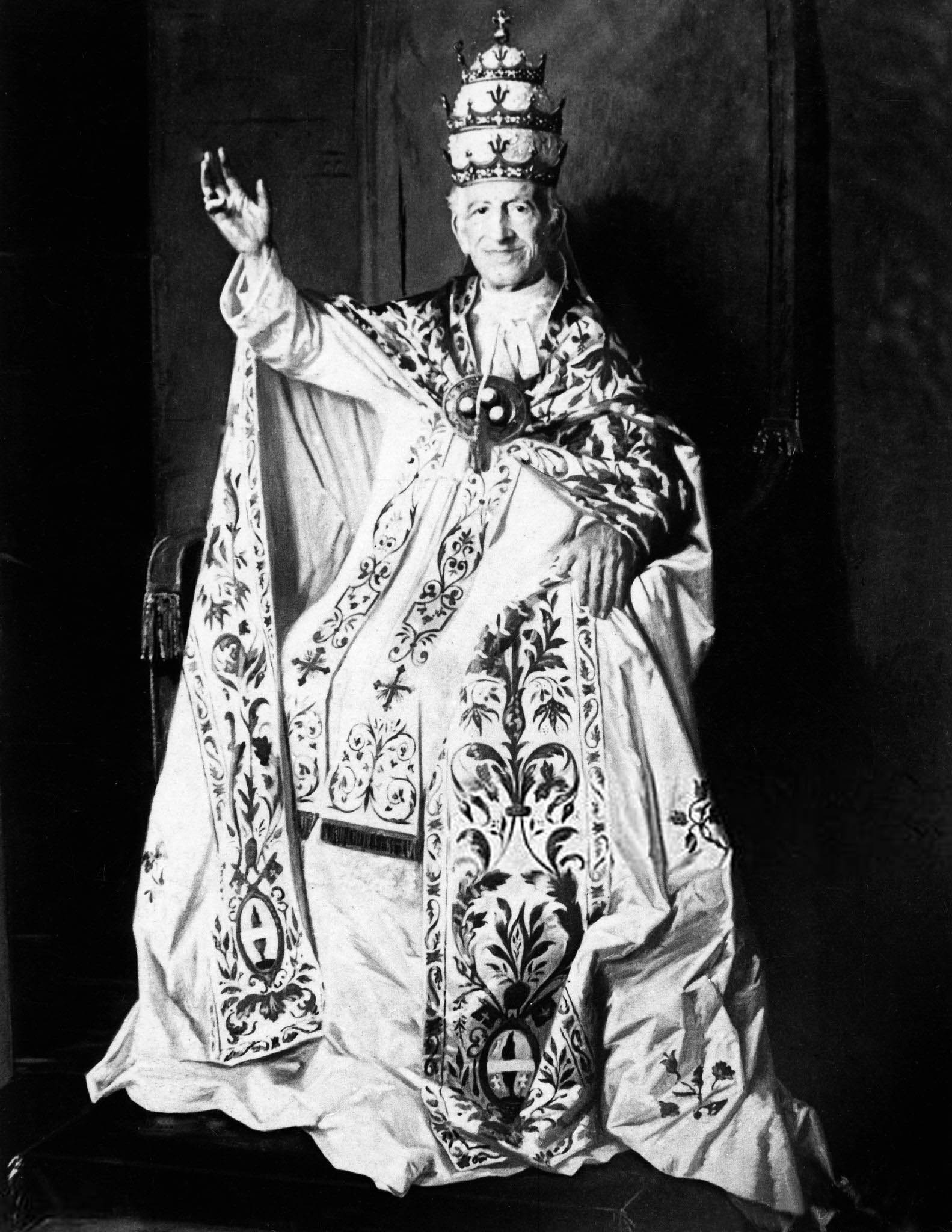
Léon XIII

Léon XIII qui succède à Pie IX en 1878 se montre d'abord aussi intransigeant que son prédécesseur, que ce soit sur le refus de l'annexion des États pontificaux par l'Italie ou dans sa vision de la société moderne qui l'amène à dénoncer tour à tour les méfaits du libéralisme, du socialisme et de la franc-maçonnerie. Son pontificat marquera néanmoins un certain changement d’attitude vis-à-vis d'un monde où, quels que soient les progrès des missions, l'Église apparait en recul dans une Europe où des gouvernements anticléricaux s'imposent dans les pays traditionnellement catholiques comme l'Italie, la France, l'Espagne, ou le Portugal. La science qui s'oppose parfois au dogme fait le lit de l'incroyance et le prolétariat urbain se développe en dehors de l’Église.
L'acceptation du monde moderne se traduit d'abord par la publication en 1891 de l'encyclique Rerum Novarum qui sera le fondement de la doctrine sociale de l'Église et la prise en compte du mouvement qui s'est développé en Allemagne autour de l'archevêque de Mayence Wilhelm Emmanuel Freiherr von Ketteler qui recherchait le remède à la misère ouvrière dans des solutions de type corporatif basées sur des valeurs religieuses et refusant aussi bien le libéralisme que l'étatisme. Le catholicisme social désigne cette tendance qui animera dans d'autres pays, des chrétiens engagés dans la vie politique et d'où découlera en partie la démocratie chrétienne. La solution à la misère ouvrière sera recherchée non dans l'affrontement des classes, mais dans l'obligation pour le patron de placer l'ouvrier dans des conditions humaines de travail et en le gratifiant d'un juste salaire. Les associations corporatives qui peuvent être des syndicats sont préconisées pour les ouvriers.
À la même époque, le conseil donné aux catholiques français de se rallier à la république est une nouvelle manifestation de la rupture qui existe maintenant par rapport à l'esprit du Syllabus.

### Pie X et le refus du modernisme

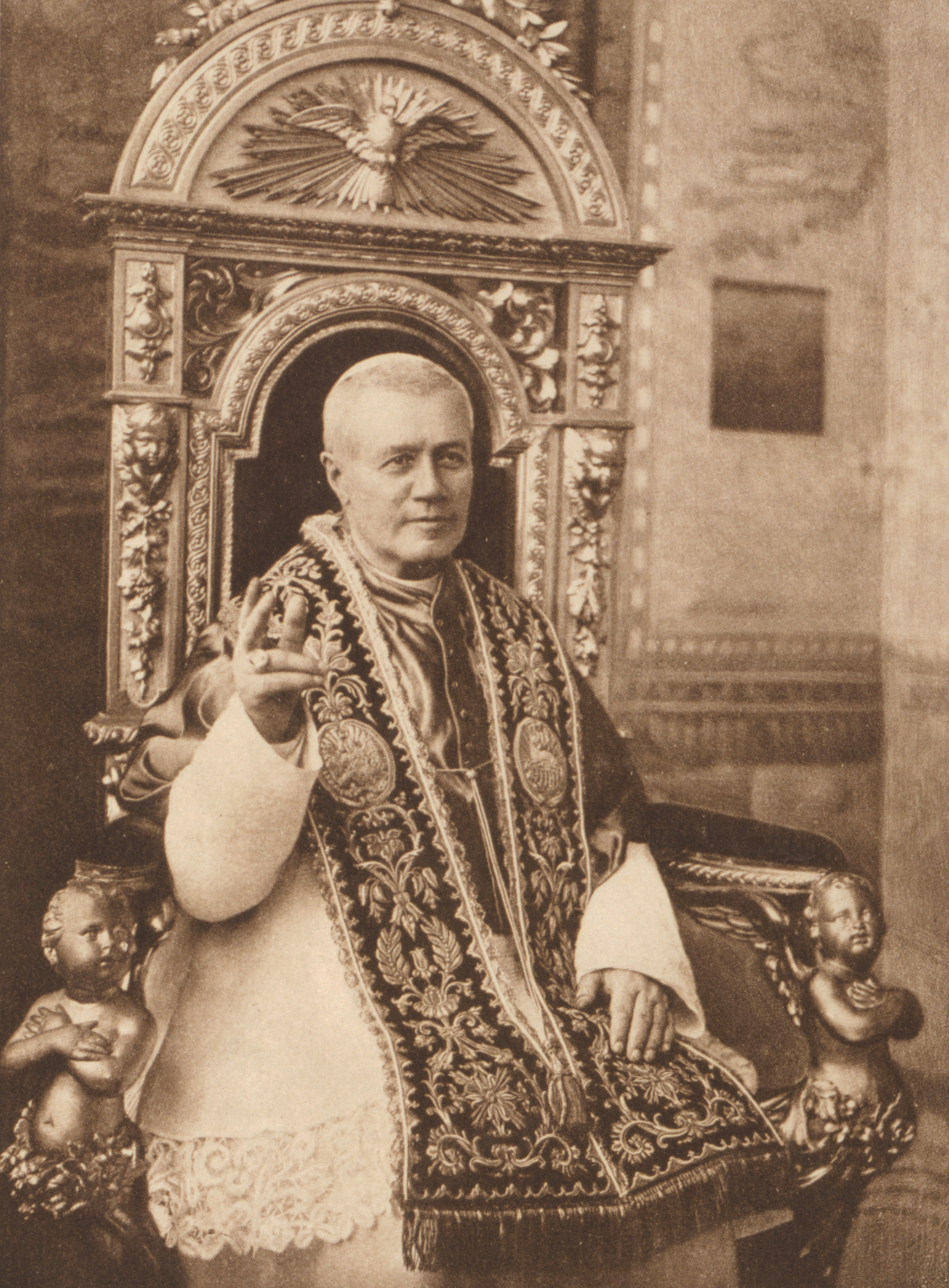
Pie X.

Par un phénomène de balancier fréquent dans l'histoire de l'Église, à l'attitude conciliante vis-à-vis du monde qui caractérise le pontificat de Léon XIII s'opposent chez son successeur Pie X raideur et intransigeance. Celles-ci se manifestent d'abord par le refus de la formule de Séparation des Églises et de l'État en 1905 votée par l'assemblée législative française et mettant fin au concordat de 1801 qui maintenait des relations étroites entre l'État et la religion officielle qu'était le catholicisme. Les relations diplomatiques avec la France ne seront rétablies qu'après la Première Guerre mondiale.
En 1906 a été publié le catéchisme de Pie X, qui conservait la distinction traditionnelle entre l'Église militante, l'Église triomphante, et l'Église souffrante.
En 1907, par le décret Lamentabili Sane Exitu Pie X condamnait le modernisme comme le « carrefour de toutes les hérésies ». Le modernisme dont parle Pie X désigne un phénomène interne au catholicisme : il ne s'agit pas de tous les excès de la modernité, mais seulement de ceux que des catholiques, s’efforcent d’acclimater dans leur Église. Ces excès ont d’abord paru de nature culturelle, dictés par le souci d’un catholicisme plus éclairé que celui de l’enseignement scolastique. Depuis longtemps en effet, beaucoup de croyants éclairés, catholiques ou protestants estimaient que la Bible, divine dans son inspiration, demeurait dans son expression tributaire des mentalités et du langage de son milieu d'origine. Il est apparu à Pie X que les progrès de cette science nouvelle qu'est l'exégèse pourraient remettre en cause les fondements du livre le plus sacré. Il faudra attendre 1962 et la constitution Dei Verbum issue du concile Vatican II pour que la liberté de travailler soit rendue aux exégètes catholiques.

## L'Église catholique auXXesiècle

### La Première Guerre mondiale
Le 1er novembre 1914, le pape Benoît XV publie l'encyclique Ad beatissimi qui se présente comme un appel à la paix, indiquant en conclusion : « Nous appelons de tous nos vœux, en faveur de la société humaine et en faveur de l'Église, la fin de cette guerre si désastreuse. »
Le 1er août 1917, Benoît XV envoie une lettre aux belligérants. Baptisée « exhortation à la paix », elle réaffirme la volonté du Saint-Siège de « garder une parfaite impartialité à l'égard de tous les belligérants » et prétend faire tout son possible pour « contribuer à hâter la fin de cette calamité, en essayant d'amener les peuples et leurs chefs à des résolutions plus modérées, aux délibérations sereines de la paix, d'une paix « juste et durable » ».

## L'Église catholique auXXIesiècle

### Réaction face à la crise écologique, encycliqueLaudato si'
En 2015, en réaction aux problèmes environnementaux rencontrés depuis les années 1970, et à l'approche de la Conférence de Paris de 2015 sur les changements climatiques, le pape François publie l'encyclique Laudato si', « sur la sauvegarde de la maison commune ». Il s'inscrit dans un ensemble d'initiatives œcuméniques en faveur de la sauvegarde de la Création depuis les années 1980.

### Le scandale des abus sexuels dans l'Église
En 2020-2021 retentit le « coup de tonnerre » des abus sexuels commis dans l’Église catholique, qui vont obliger celle-ci « à sortir de son immobilisme séculaire ». Dans un article intitulé « Ordre et désordre dans l'Église catholique », Christian Bazantay s'interroge sur les conséquences de ces scandales : « peuvent-ils avoir sur l’organisation de l’Église, le recrutement et la formation de son clergé ? Ce désordre va-t-il conduire à une évolution du dogme ? ».

## Sources